# Persone di nome Paul
| Questa pagina contiene informazioni ricavate automaticamente dalle voci biografiche con l'ausilio del template Bio e di un bot. L'aggiornamento è periodico e automatico e ricostruisce completamente la pagina. Se manca una persona in questa lista, sei pregato di non aggiungerla, ma accertati piuttosto che la sua voce biografica contenga il template Bio e che i dati anagrafici siano correttamente compilati. Se il template Bio manca, inseriscilo tu stesso o, in alternativa, metti l'avviso {{tmp\|Bio}} che ne segnala la mancanza. Se i dati riportati sono sbagliati, correggi direttamente la voce biografica; le modifiche saranno visibili in questa lista entro pochi giorni. Per chiarimenti vedi il progetto antroponimi. La lista contiene solo le 1.987 persone che sono citate nell'enciclopedia e per le quali è stato implementato correttamente il template Bio. Pagina aggiornata al 6 ago 2025. |

Questa è una lista di persone presenti nell'enciclopedia che hanno il nome Paul, suddivise per attività principale.

## Agronomi(1)
- Paul Christoph Mangelsdorf, agronomo e botanico statunitense (Atchison, n. 1899 - † 1989)

## Allenatori di baseball(1)
- Paul Molitor, allenatore di baseball e giocatore di baseball statunitense (Saint Paul, n. 1956)

## Allenatori di football americano(4)
- Gus Bradley, allenatore di football americano statunitense (Zumbrota, n. 1966)
- Paul Brown, allenatore di football americano statunitense (Norwalk, n. 1908 - Cincinnati, † 1991)
- Bear Bryant, allenatore di football americano statunitense (Moro Bottom, n. 1913 - Tuscaloosa, † 1983)
- Paul Hackett, allenatore di football americano statunitense (Burlington, n. 1947)

## Allenatori di pallacanestro(4)
- Paul Hewitt, allenatore di pallacanestro giamaicano (Kingston, n. 1963)
- Tony Hinkle, allenatore di pallacanestro, allenatore di football americano e allenatore di baseball statunitense (Logansport, n. 1899 - Indianapolis, † 1992)
- Paul Thomas, allenatore di pallacanestro canadese (Saint John, n. 1926 - † 2017)
- Paul Westhead, allenatore di pallacanestro statunitense (Filadelfia, n. 1939)

## Allenatori di sci alpino(1)
- Casey Puckett, allenatore di sci alpino, ex sciatore alpino e ex sciatore freestyle statunitense (Boulder, n. 1972)

## Allenatori di tennis(4)
- Paul Annacone, allenatore di tennis e ex tennista statunitense (Southampton, n. 1963)
- Paul Capdeville, allenatore di tennis e ex tennista cileno (Santiago del Cile, n. 1983)
- Paul Haarhuis, allenatore di tennis e ex tennista olandese (Eindhoven, n. 1966)
- Paul McNamee, allenatore di tennis e ex tennista australiano (Melbourne, n. 1954)

## Alpinisti(4)
- Paul Bauer, alpinista, avvocato e scrittore tedesco (Kusel, n. 1896 - Monaco di Baviera, † 1990)
- Paul Grohmann, alpinista austriaco (Vienna, n. 1838 - Vienna, † 1908)
- Paul Helbronner, alpinista, geodeta e ingegnere francese (Compiègne, n. 1871 - Parigi, † 1938)
- Paul Preuss, alpinista austriaco (Altaussee, n. 1886 - Mandlkogel, † 1913)

## Altisti(2)
- Paul Poaniewa, ex altista francese (Numea, n. 1953)
- Paul Weinstein, altista, astista e lunghista tedesco (Wallendorf, n. 1878 - Bochum-Wiemelhausen, † 1964)

## Ambientalisti(1)
- Paul R. Ehrlich, ambientalista, biologo e entomologo statunitense (Filadelfia, n. 1932)

## Ammiragli(5)
- Paul Behncke, ammiraglio tedesco (Süsel, n. 1866 - Berlino, † 1937)
- Paul Fiedler, ammiraglio austriaco (Zeltweg, n. 1861 - Graz, † 1919)
- Paul Greening, ammiraglio britannico (Steyning, n. 1928 - Fareham, † 2008)
- Paul von Hintze, ammiraglio, diplomatico e politico tedesco (Schwedt, n. 1864 - Merano, † 1941)
- Paul Stupar, ammiraglio austro-ungarico (Pisino, n. 1866 - Vienna, † 1928)

## Animatori(3)
- Paul Briggs, animatore e doppiatore statunitense (San Antonio, n. 1974)
- Paul Grimault, animatore francese (Neuilly-sur-Seine, n. 1905 - Le Mesnil-Saint-Denis, † 1994)
- Paul Tibbitt, animatore, doppiatore e character designer statunitense (Contea di Los Angeles, n. 1968)

## Antropologi(4)
- Paul Broca, antropologo, neurologo e chirurgo francese (Sainte-Foy-la-Grande, n. 1824 - Parigi, † 1880)
- Paul Du Chaillu, antropologo, zoologo e esploratore statunitense (Parigi, n. 1831 - San Pietroburgo, † 1903)
- Paul Farmer, antropologo e medico statunitense (North Adams, n. 1959 - Kigali, † 2022)
- Paul Topinard, antropologo e medico francese (L'Isle-Adam, n. 1830 - Parigi, † 1911)

## Arbitri di calcio(1)
- Paul Durkin, ex arbitro di calcio inglese (Ringsend, n. 1955)

## Archeologi(8)
- Paul Arndt, archeologo tedesco (Dresda, n. 1865 - Monaco di Baviera, † 1937)
- Paul Arthur, archeologo inglese (Aldershot, n. 1955)
- Paul Émile Botta, archeologo e storico italiano (Torino, n. 1802 - Achères, † 1870)
- Paul Hartwig, archeologo tedesco (Pirna, n. 1859 - Lipsia, † 1919)
- Paul Jacobsthal, archeologo e storico dell'arte tedesco (Berlino, n. 1880 - Oxford, † 1957)
- Paul Reinecke, archeologo tedesco (Berlino, n. 1872 - Herrsching am Ammersee, † 1958)
- Paul Sidney Martin, archeologo, antropologo e storico statunitense (Chicago, n. 1898 - Chicago, † 1974)
- Paul Zanker, archeologo tedesco (Costanza, n. 1937)

## Architetti(22)
- Paul Abadie, architetto francese (Parigi, n. 1812 - Chatou, † 1884)
- Paul Boeswillwald, architetto, storico dell'arte e restauratore francese (Parigi, n. 1844 - Parigi, † 1931)
- Paul Bonatz, architetto tedesco (Solgne, n. 1877 - Stoccarda, † 1956)
- Paul Cauchie, architetto e pittore belga (Ath, n. 1875 - Etterbeek, † 1952)
- Paul Chalfin, architetto statunitense (New York, n. 1874 - Clifton, † 1959)
- Paul Chemetov, architetto e urbanista francese (Parigi, n. 1928 - Parigi, † 2024)
- Paul Eeckhout, architetto belga (Haaltert, n. 1917 - Gand, † 2012)
- Paul Engelmann, architetto austriaco (Olomouc, n. 1891 - Tel Aviv, † 1965)
- Albert Galleron, architetto francese (Parigi, n. 1846 - Parigi, † 1930)
- Paul Hankar, architetto e designer belga (Frameries, n. 1859 - Bruxelles, † 1901)
- Paul Rudolf Henning, architetto tedesco (Berlino, n. 1886 - Berlino Ovest, † 1986)
- Paul Huldschinsky, architetto e scenografo tedesco (Berlino, n. 1889 - Santa Monica, † 1947)
- Paul László, architetto e designer ungherese (Debrecen, n. 1900 - Santa Monica, † 1993)
- Paul Nelson, architetto francese (Chicago, n. 1895 - Marsiglia, † 1979)
- Paul Rudolph, architetto statunitense (Elkton, n. 1918 - New York, † 1997)
- Paul Saintenoy, architetto, scrittore e storico dell'architettura belga (Ixelles, n. 1862 - Ixelles, † 1952)
- Paul Schultze-Naumburg, architetto tedesco (Naumburg, n. 1869 - Jena, † 1949)
- Paul Schweikher, architetto statunitense (Denver, n. 1903 - Phoenix, † 1997)
- Paul Sédille, architetto francese (Parigi, n. 1836 - † 1900)
- Paul Tournon, architetto francese (Marsiglia, n. 1881 - Parigi, † 1964)
- Paul Troost, architetto tedesco (Elberfeld, n. 1878 - Monaco di Baviera, † 1934)
- Paul Wallot, architetto tedesco (Oppenheim, n. 1841 - Langenschwalbach, † 1912)

## Archivisti(1)
- Paul Fridolin Kehr, archivista, storico e diplomatista tedesco (Waltershausen, n. 1860 - Wässerndorf, † 1944)

## Arcivescovi cattolici(16)
- Paul Bernier, arcivescovo cattolico canadese (Québec, n. 1906 - Roma, † 1964)
- Paul Alphéran de Bussan, arcivescovo cattolico francese (Aix-en-Provence, n. 1684 - Mdina, † 1757)
- Paul Bùi Văn Đọc, arcivescovo cattolico vietnamita (Đà Lạt, n. 1944 - Roma, † 2018)
- Paul Stagg Coakley, arcivescovo cattolico statunitense (Norfolk, n. 1955)
- Paul Cremona, arcivescovo cattolico maltese (La Valletta, n. 1946 - Birchircara, † 2025)
- Paul Desfarges, arcivescovo cattolico francese (Saint-Étienne, n. 1944)
- Paul Dennis Etienne, arcivescovo cattolico statunitense (Tell City, n. 1959)
- Paul Richard Gallagher, arcivescovo cattolico inglese (Liverpool, n. 1954)
- Paul John Hallinan, arcivescovo cattolico statunitense (Painesville, n. 1911 - Atlanta, † 1968)
- Paul Marcinkus, arcivescovo cattolico statunitense (Cicero, n. 1922 - Sun City, † 2006)
- Paul Gerard Martin, arcivescovo cattolico neozelandese (Hastings, n. 1967)
- Paul Nguyễn Văn Bình, arcivescovo cattolico vietnamita (Ho Chi Minh, n. 1910 - Ho Chi Minh, † 1995)
- Paul Maurice Perrin, arcivescovo cattolico francese (Grenoble, n. 1904 - La Tronche, † 1994)
- Paul Kinam Ro, arcivescovo cattolico sudcoreano (P'yŏngan Meridionale, n. 1902 - Seul, † 1984)
- Paul Fouad Naïm Tabet, arcivescovo cattolico libanese (Maarab, n. 1929 - † 2009)
- Paul Tschang In-nam, arcivescovo cattolico sudcoreano (Seul, n. 1949)

## Armonicisti(1)
- Paul Butterfield, armonicista e cantante statunitense (Chicago, n. 1942 - Hollywood, † 1987)

## Arrampicatori(1)
- Paul Robinson, arrampicatore statunitense (Moorestown-Lenola, n. 1987)

## Artigiani(1)
- Paul McNulty, artigiano statunitense (Houston, n. 1953)

## Artisti(5)
- Paul Cadmus, artista statunitense (New York, n. 1904 - † 1999)
- Paul Flora, artista e illustratore italiano (Glorenza, n. 1922 - Innsbruck, † 2009)
- Paul Frank, artista, designer e stilista statunitense (Huntington Beach, n. 1967)
- Paul McCarthy, artista statunitense (Salt Lake City, n. 1945)
- Paul Wunderlich, artista tedesco (Eberswalde, n. 1927 - Saint-Pierre-de-Vassols, † 2010)

## Artisti marziali misti(1)
- Paul Daley, artista marziale misto e kickboxer britannico (Londra, n. 1983)

## Assassini(1)
- Paul Bateson, assassino statunitense (Lansdale, n. 1940 - New York, † 2012)

## Assassini seriali(2)
- Paula Denyer, serial killer australiano (Sydney, n. 1972)
- Paul Ogorzow, serial killer tedesco (Muntowen, n. 1912 - Berlino, † 1941)

## Astisti(1)
- Paul Burgess, astista australiano (Perth, n. 1979)

## Astronauti(4)
- Paul Lockhart, ex astronauta statunitense (Amarillo, n. 1956)
- Paul William Richards, ex astronauta e ingegnere statunitense (Scranton, n. 1964)
- Paul Scully-Power, ex astronauta e oceanografo statunitense (Sydney, n. 1944)
- Paul Joseph Weitz, astronauta statunitense (Erie, n. 1932 - Flagstaff, † 2017)

## Astronomi(13)
- Paul Oswald Ahnert, astronomo tedesco (Chemnitz, n. 1897 - Sonneberg, † 1989)
- Paul Bourgeois, astronomo belga (Bruxelles, n. 1898 - Uccle, † 1974)
- Paul Camilleri, astronomo australiano (n. 1971)
- Paul G. Comba, astronomo e matematico italiano (Tunisia, n. 1926 - † 2017)
- Paul G. A. Garossino, astronomo canadese (n. 1953)
- Paul Götz, astronomo tedesco (n. 1883 - † 1962)
- Paul Auguste Ernest Laugier, astronomo francese (Parigi, n. 1812 - Parigi, † 1872)
- Paul Willard Merrill, astronomo statunitense (n. 1887 - † 1961)
- Paul Herget, astronomo statunitense (Cincinnati, n. 1908 - Cincinnati, † 1981)
- Paul Sava, astronomo rumeno
- Paul Arnold Wiegert, astronomo canadese (n. 1967)
- Paul Wild, astronomo svizzero (Wädenswil, n. 1925 - Berna, † 2014)
- Paul ten Bruggencate, astronomo e astrofisico tedesco (Arosa, n. 1901 - Gottinga, † 1961)

## Atleti paralimpici(2)
- Paul Mitchell, atleta paralimpico australiano (Inghilterra, n. 1970)
- Paul Nunnari, atleta paralimpico australiano (Sydney, n. 1973)

## Attivisti(4)
- Paul Le Blanc, attivista e storico statunitense (n. 1947)
- Paul Watson, attivista e ambientalista canadese (Toronto, n. 1950)
- Paul Weyrich, attivista e politico statunitense (Racine, n. 1942 - Fairfax, † 2008)
- Paul Yeboah, attivista ghanese (n. 1970 - † 2021)

## Attori pornografici(2)
- Paul Barresi, ex attore pornografico statunitense (Lynn, n. 1949)
- Max Hardcore, attore pornografico, produttore cinematografico e regista statunitense (Racine, n. 1956 - Los Angeles, † 2023)

## Attori teatrali(2)
- Paul Clarkson, attore teatrale inglese (Worcester, n. 1959)
- Paul Wollin, attore teatrale e attore cinematografico tedesco (Berlino, n. 1989)

## Aviatori(1)
- Paul Teste, aviatore francese (Lorient, n. 1892 - Vélizy-Villacoublay, † 1925)

## Avvocati(7)
- Paul Alexander, avvocato e scrittore statunitense (Dallas, n. 1946 - Dallas, † 2024)
- Paul Christian Frank, avvocato e politico norvegese (Kristiania, n. 1879 - Oslo, † 1956)
- Paul Gemperli, avvocato, politico e militare svizzero (Herisau, n. 1930 - San Gallo, † 2015)
- Paul Harris, avvocato statunitense (Racine, n. 1868 - Chicago, † 1947)
- Paul Hentzner, avvocato tedesco (Krosno Odrzańskie, n. 1558 - † 1623)
- Paul G. Kirk, avvocato e politico statunitense (Newton, n. 1938)
- Paul Tagliabue, avvocato statunitense (Jersey City, n. 1940)

## Banchieri(2)
- Paul Baudouin, banchiere e politico francese (Parigi, n. 1894 - † 1964)
- Paul Eugène Bontoux, banchiere francese (Embrun, n. 1820 - Cannes, † 1904)

## Baritoni(2)
- Paul Barroilhet, baritono francese (Bayonne, n. 1810 - Parigi, † 1871)
- Paul Schöffler, baritono tedesco (Dresda, n. 1897 - Amersham, † 1977)

## Bassi(1)
- Paul Plishka, basso statunitense (Old Forge, n. 1941 - Wilmington, † 2025)

## Bassisti(12)
- Paul D'Amour, bassista statunitense (Spokane, n. 1968)
- Paul Goddard, bassista e compositore statunitense (Rome, n. 1945 - Atlanta, † 2014)
- Paul Gray, bassista statunitense (Los Angeles, n. 1972 - Johnston, † 2010)
- Paul Gray, bassista britannico (Rochford, n. 1958)
- Paul Johnson, bassista britannico (Sheffield, n. 1952)
- Paul McGuigan, bassista britannico (Manchester, n. 1971)
- Paul Newton, bassista, cantante e polistrumentista britannico (Doncaster, n. 1948)
- Paul Raven, bassista britannico (Wolverhampton, n. 1961 - Ginevra, † 2007)
- Paul Rudolph, bassista e chitarrista canadese (Vancouver, n. 1947)
- Paul Simonon, bassista britannico (Brixton, n. 1955)
- Paul Samwell-Smith, bassista e produttore discografico britannico (Richmond upon Thames, n. 1943)
- Paul Westwood, bassista inglese (Inghilterra, n. 1953)

## Batteristi(11)
- Paul Bostaph, batterista statunitense (San Francisco, n. 1964)
- Paul Burgess, batterista britannico (Manchester, n. 1950)
- Eric Carr, batterista statunitense (New York, n. 1950 - New York, † 1991)
- Paul Cook, batterista inglese (Londra, n. 1956)
- Paul Geary, batterista statunitense (Medford, n. 1961)
- Paul Hammond, batterista britannico (Marlow, n. 1952 - † 1992)
- Paul Kodish, batterista inglese (Londra, n. 1965)
- Paul Koehler, batterista e imprenditore canadese (Kitchener, n. 1983)
- Paul Mazurkiewicz, batterista statunitense (Akron, n. 1968)
- Paul Thompson, batterista britannico (Newcastle upon Tyne, n. 1951)
- Paul Wertico, batterista statunitense (Chicago, n. 1953)

## Beati(1)
- Paul Thoj Xyooj, beato laotiano (Kiukatiam, n. 1941 - Kiukatiam, † 1960)

## Bibliografi(1)
- Paul Otlet, bibliografo belga (Bruxelles, n. 1868 - Bruxelles, † 1944)

## Bibliotecari(1)
- Paul Canart, bibliotecario, paleografo e docente belga (Cuesmes, n. 1927 - Bruxelles, † 2017)

## Biochimici(4)
- Paul Berg, biochimico statunitense (New York, n. 1926 - Stanford, † 2023)
- Paul Delos Boyer, biochimico statunitense (Provo, n. 1918 - † 2018)
- Paul Modrich, biochimico statunitense (Raton, n. 1946)
- Paul Nurse, biochimico britannico (Wembley, n. 1949)

## Biologi(1)
- Paul Kammerer, biologo austriaco (Vienna, n. 1880 - Puchberg am Schneeberg, † 1926)

## Bobbisti(4)
- Paul Attwood, ex bobbista britannico (Buckingham, n. 1969)
- Paul Eberhard, bobbista svizzero (Bülach, n. 1917 - Küsnacht, † 1983)
- Paul Krenz, bobbista e ex judoka tedesco (Berlino, n. 1991)
- Paul van den Broeck, bobbista e hockeista su ghiaccio belga (Anversa, n. 1904 - Anversa, † 1972)

## Botanici(13)
- Paul Constant Billot, botanico francese (Rambervillers, n. 1796 - † 1863)
- Paul Auguste Danguy, botanico francese (Gagny, n. 1862 - † 1942)
- Paul Louis Amans Dop, botanico francese (Tolosa, n. 1876 - Lectoure, † 1954)
- Paul Guillaume Farges, botanico e missionario francese (Monclar-de-Quercy, n. 1844 - Chongqing, † 1912)
- Paul Dietrich Giseke, botanico e medico tedesco (Amburgo, n. 1741 - Amburgo, † 1796)
- Paul Christoph Hennings, botanico e micologo tedesco (Heide, n. 1841 - Berlino, † 1908)
- Paul Hermann, botanico e medico tedesco (Halle, n. 1646 - Leida, † 1695)
- Paul Robert Hickel, botanico francese (Mulhouse, n. 1865 - Versailles, † 1935)
- Paul Erdmann Isert, botanico e zoologo tedesco (Angermünde, n. 1756 - Costa d'Oro, † 1789)
- Paul Henri Lecomte, botanico francese (Saint-Nabord, n. 1856 - Parigi, † 1934)
- Paul J. McAuley, botanico e scrittore britannico (Stroud, n. 1955)
- Paul Évariste Parmentier, botanico francese (n. 1860 - † 1941)
- Paul Hermann Wilhelm Taubert, botanico tedesco (Berlino, n. 1862 - Manaus, † 1897)

## Canoisti(4)
- Paul Lange, canoista tedesco (Oberhausen, n. 1931 - † 2016)
- Paul MacDonald, ex canoista neozelandese (n. 1960)
- Paul Ratcliffe, ex canoista britannico (Salford, n. 1973)
- Paul Wevers, canoista tedesco (Colonia, n. 1907 - † 1941)

## Canottieri(4)
- Paul Bennett, canottiere britannico (Londra, n. 1988)
- Paul Costello, canottiere statunitense (Filadelfia, n. 1894 - Filadelfia, † 1986)
- Paul Enquist, ex canottiere statunitense (Seattle, n. 1955)
- Paul O'Donovan, canottiere irlandese (Lisheen, n. 1994)

## Cantanti(30)
- Paul Anka, cantante, compositore e attore canadese (Ottawa, n. 1941)
- Paul Baloff, cantante statunitense (Oakland, n. 1960 - Oakland, † 2002)
- Paul Banks, cantante e chitarrista statunitense (Clacton-on-Sea, n. 1978)
- Paul Black, cantante e batterista statunitense (San Francisco, n. 1959)
- Paul Cattermole, cantante britannico (St Albans, n. 1977 - Dorset, † 2023)
- Violet Chachki, cantante e modello statunitense (Atlanta, n. 1992)
- Mal, cantante e attore britannico (Llanfrechfa, n. 1944)
- Paul Day, cantante britannico (Londra, n. 1956 - Newcastle, † 2025)
- Paul Dempsey, cantante australiano (Melbourne, n. 1976)
- Paul Di'Anno, cantante britannico (Chingford, n. 1958 - Salisbury, † 2024)
- Paul Engemann, cantante e musicista statunitense (Stati Uniti, n. 1957)
- Paul Giordimaina, cantante maltese (Rabat, n. 1960)
- Paul Heaton, cantante inglese (Bromborough, n. 1962)
- H.R., cantante statunitense (Londra, n. 1956)
- Paul King, cantante britannico (Galway, n. 1960)
- Paul Laine, cantante canadese (Vancouver, n. 1967)
- Gazebo, cantante, musicista e arrangiatore italiano (Beirut, n. 1960)
- Paul McCoy, cantante e chitarrista statunitense (Florence, n. 1981)
- Paul Potts, cantante britannico (Kingswood, n. 1970)
- Rossy, cantante, musicista e polistrumentista malgascio (Antananarivo, n. 1960)
- Paul Russell, cantante e rapper statunitense (Atlanta, n. 1997)
- Paul Rutherford, cantante e ballerino britannico (Liverpool, n. 1959)
- Paul Sabu, cantante, compositore e produttore discografico statunitense (n. 1960)
- Sonny Sandoval, cantante e rapper statunitense (San Diego, n. 1974)
- Paul Shortino, cantante statunitense (n. 1953)
- Paul Stanley, cantante, chitarrista e polistrumentista statunitense (New York, n. 1952)
- Paul Stookey, cantante e musicista statunitense (Baltimora, n. 1937)
- Paul Young, cantante britannico (Luton, n. 1956)
- Paul Young, cantante e compositore britannico (Manchester, n. 1947 - Londra, † 2000)
- Henric de la Cour, cantante svedese (Eskilstuna Klosters församling, n. 1974)

## Cantautori(15)
- Paul Brady, cantautore irlandese (Strabane, n. 1947)
- Julien Clerc, cantautore francese (Parigi, n. 1947)
- Paul Davis, cantautore, pianista e tastierista statunitense (Meridian, n. 1948 - Meridian, † 2008)
- Hayden, cantautore e chitarrista canadese (Thornhill, n. 1971)
- Bruce Dickinson, cantautore britannico (Worksop, n. 1958)
- Gary Glitter, cantautore e musicista britannico (Banbury, n. 1944)
- Bono, cantautore, attivista e compositore irlandese (Dublino, n. 1960)
- Paul Jabara, cantautore, compositore e attore statunitense (New York, n. 1948 - Los Angeles, † 1992)
- Paul Kelly, cantautore e chitarrista australiano (Adelaide, n. 1955)
- Paul Mac, cantautore, musicista e produttore discografico australiano (Sydney, n. 1965)
- PJ Morton, cantautore, musicista e produttore discografico statunitense (New Orleans, n. 1981)
- Paul Rodgers, cantautore, polistrumentista e compositore britannico (Middlesbrough, n. 1949)
- Paul Roland, cantautore, giornalista e scrittore britannico (Kent, n. 1959)
- Paul Simon, cantautore e chitarrista statunitense (Newark, n. 1941)
- Stromae, cantautore, produttore discografico e rapper belga (Etterbeek, n. 1985)

## Cardinali(12)
- Paul d'Albert de Luynes, cardinale e arcivescovo cattolico francese (Versailles, n. 1703 - Parigi, † 1788)
- Paul Josef Cordes, cardinale e arcivescovo cattolico tedesco (Kirchhundem, n. 1934 - Roma, † 2024)
- Paul Cullen, cardinale e arcivescovo cattolico irlandese (Prospect, n. 1803 - Dublino, † 1878)
- Paul Joseph Marie Gouyon, cardinale e arcivescovo cattolico francese (Bordeaux, n. 1910 - Bordeaux, † 2000)
- Paul Grégoire, cardinale e arcivescovo cattolico canadese (Verdun, n. 1911 - Montréal, † 1993)
- Paul Augustin Mayer, cardinale, arcivescovo cattolico e abate tedesco (Altötting, n. 1911 - Roma, † 2010)
- Paul Ludolf Melchers, cardinale e arcivescovo cattolico tedesco (Münster, n. 1813 - Roma, † 1895)
- Paul Pierre Méouchi, cardinale e patriarca cattolico libanese (Jezzin, n. 1894 - Beirut, † 1975)
- Paul Poupard, cardinale, arcivescovo cattolico e storico delle religioni francese (Bouzillé, n. 1930)
- Paul Shan Kuo-hsi, cardinale e vescovo cattolico cinese (Puyang, n. 1923 - Nuova Taipei, † 2012)
- Paul Yoshigoro Taguchi, cardinale e arcivescovo cattolico giapponese (Shittsu, n. 1902 - Osaka, † 1978)
- Paul Zoungrana, cardinale e arcivescovo cattolico burkinabé (Ouagadougou, n. 1917 - Ouagadougou, † 2000)

## Cavalieri(1)
- Paul Schockemöhle, cavaliere tedesco (Steinfeld, n. 1945)

## Chimici(19)
- Paul Anastas, chimico statunitense (Quincy, n. 1962)
- Paul Doughty Bartlett, chimico statunitense (Ann Arbor, n. 1907 - Lexington, † 1997)
- Paul Connett, chimico e attivista statunitense (n. 1940)
- Paul Duden, chimico tedesco (Soest, n. 1868 - Oberstdorf, † 1954)
- Paul Hugh Emmett, chimico statunitense (Portland, n. 1900 - † 1985)
- Paul Flory, chimico statunitense (Sterling, n. 1910 - Big Sur, † 1985)
- Paul Friedländer, chimico tedesco (Königsberg, n. 1857 - Darmstadt, † 1923)
- Paul Karrer, chimico svizzero (Mosca, n. 1889 - Zurigo, † 1971)
- Paul Knochel, chimico francese (Strasburgo, n. 1955)
- Paul Lauterbur, chimico statunitense (Sidney, n. 1929 - Urbana, † 2007)
- Paul Lebeau, chimico francese (Boiscommun, n. 1868 - Massy, † 1959)
- Paul Ernst Levy, chimico tedesco (Aquisgrana, n. 1875 - Aquisgrana, † 1956)
- Paul Hermann Müller, chimico svizzero (Olten, n. 1899 - Basilea, † 1965)
- Paul Pascal, chimico francese (Saint-Pol-sur-Ternoise, n. 1880 - Caen, † 1968)
- Paul Pfeiffer, chimico tedesco (Elberfeld, n. 1875 - Bonn, † 1951)
- Paul Sabatier, chimico francese (Carcassonne, n. 1854 - Tolosa, † 1941)
- Paul von Ragué Schleyer, chimico statunitense (Cleveland, n. 1930 - Ila, † 2014)
- Paul Marie Eugène Vieille, chimico e inventore francese (Praga, n. 1854 - † 1934)
- Paul Walden, chimico russo (Wenden, n. 1863 - Gammertingen, † 1957)

## Chirurghi(5)
- Paul Clairmont, chirurgo austriaco (Vienna, n. 1875 - Saint-Prex, † 1942)
- Paul Georges Dieulafoy, chirurgo e medico francese (Tolosa, n. 1839 - Tolosa, † 1911)
- Paul Kraske, chirurgo tedesco (Bad Muskau, n. 1851 - Friburgo in Brisgovia, † 1930)
- Paul Nobuo Tatsuguchi, chirurgo giapponese (Prefettura di Hiroshima, n. 1911 - Attu, † 1943)
- Paul von Bruns, chirurgo tedesco (Tubinga, n. 1846 - Tubinga, † 1916)

## Chitarristi(18)
- Paul Allender, chitarrista inglese (Colchester, n. 1970)
- Paul Arthurs, chitarrista inglese (Burnage, n. 1965)
- Paul Bielatowicz, chitarrista, cantante e compositore britannico (Burnley, n. 1978)
- Paul Caiafa, chitarrista e musicista statunitense (Lodi, n. 1964)
- Paul Chapman, chitarrista britannico (Cardiff, n. 1954 - † 2020)
- Ace Frehley, chitarrista statunitense (New York, n. 1951)
- Paul Gilbert, chitarrista statunitense (Carbondale, n. 1966)
- Kevin Jonas, chitarrista, pianista e cantante statunitense (Teaneck, n. 1987)
- Paul Kantner, chitarrista e cantante statunitense (San Francisco, n. 1941 - San Francisco, † 2016)
- Paul Kossoff, chitarrista inglese (Hampstead, n. 1950 - Los Angeles, † 1976)
- Paul Landers, chitarrista tedesco (Berlino Est, n. 1964)
- Paul Masvidal, chitarrista e cantante statunitense (San Juan, n. 1971)
- Paul Quinn, chitarrista britannico (Barnsley, n. 1951)
- Paul Samson, chitarrista, cantante e produttore discografico britannico (Londra, n. 1953 - Londra, † 2002)
- Paul Taylor, chitarrista e tastierista statunitense (San Francisco, n. 1960)
- Porl Thompson, chitarrista inglese (Wimbledon, n. 1957)
- Paul Tobias, chitarrista statunitense (Indianapolis, n. 1963)
- Paul Waaktaar-Savoy, chitarrista e compositore norvegese (Oslo, n. 1961)

## Ciclisti su strada(18)
- Paul Bor, ciclista su strada francese (Parigi, n. 1877 - Parigi, † 1921)
- Paul Deman, ciclista su strada belga (Rekkem, n. 1889 - Outrijve, † 1961)
- Paul Double, ciclista su strada britannico (Winchester, n. 1996)
- Paul Duboc, ciclista su strada francese (Rouen, n. 1884 - Parigi, † 1941)
- Paul Egli, ciclista su strada e ciclocrossista svizzero (Dürnten, n. 1911 - Dürnten, † 1997)
- Paul Haghedooren, ciclista su strada belga (Courtrai, n. 1959 - Heist-aan-Zee, † 1997)
- Paul Kohl, ciclista su strada e pistard tedesco (Wilmersdorf, n. 1894 - Berlino, † 1959)
- Paul Lapeira, ciclista su strada francese (Fougères, n. 2000)
- Paul Le Drogo, ciclista su strada, ciclocrossista e dirigente sportivo francese (Pontivy, n. 1905 - Sarzeau, † 1966)
- Paul Magnier, ciclista su strada e mountain biker francese (Laredo, n. 2004)
- Paul Martens, ex ciclista su strada tedesco (Rostock, n. 1983)
- Paul Maye, ciclista su strada e pistard francese (Bayonne, n. 1913 - Biarritz, † 1987)
- Paul Ourselin, ciclista su strada francese (Saint-Pierre-sur-Dives, n. 1994)
- Paul Penhoët, ciclista su strada e pistard francese (Clamart, n. 2001)
- Paul Van Hyfte, ex ciclista su strada belga (Eeklo, n. 1972)
- Paul Voss, ex ciclista su strada tedesco (Rostock, n. 1986)
- Paul Wellens, ex ciclista su strada belga (Hesselt, n. 1952)
- Paul Zollinger, ex ciclista su strada e pistard svizzero (Schlieren, n. 1944)

## Ciclocrossisti(1)
- Paul Herijgers, ex ciclocrossista e mountain biker belga (Herentals, n. 1962)

## Circensi(1)
- Paul Busch, circense tedesco (Berlino, n. 1850 - Berlino, † 1927)

## Clarinettisti(1)
- Paul Meyer, clarinettista e direttore d'orchestra francese (Mulhouse, n. 1965)

## Collezionisti d'arte(3)
- Paul Cassirer, collezionista d'arte tedesco (Berlino, n. 1871 - Berlino, † 1926)
- Paul Fréart de Chantelou, collezionista d'arte e ingegnere militare francese (Le Mans, n. 1609 - Parigi, † 1694)
- Paul Guillaume, collezionista d'arte e gallerista francese (Parigi, n. 1891 - Parigi, † 1934)

## Combinatisti nordici(1)
- Paul Gerstgraser, combinatista nordico austriaco (n. 1995)

## Comici(5)
- Paul Hogan, comico, cabarettista e attore australiano (Sydney, n. 1939)
- Paul de Leeuw, comico, cantante e attore olandese (Rotterdam, n. 1962)
- Paul Mooney, comico, attore e scrittore statunitense (Shreveport, n. 1941 - Oakland, † 2021)
- Paul Reiser, comico, attore e scrittore statunitense (New York, n. 1956)
- Paul F. Tompkins, comico, attore e sceneggiatore statunitense (n. 1968)

## Compositori(34)
- Paul Abraham, compositore ungherese (Apatin, n. 1892 - Amburgo, † 1960)
- Paul Ben-Haim, compositore israeliano (Monaco di Baviera, n. 1897 - Tel Aviv, † 1984)
- Paul Berthier, compositore e organista francese (Auxerre, n. 1884 - Auxerre, † 1953)
- Paul Burkhard, compositore svizzero (Zurigo, n. 1911 - Zell, † 1977)
- Paul Creston, compositore e pianista statunitense (New York, n. 1906 - San Diego, † 1985)
- Paul Dukas, compositore francese (Parigi, n. 1865 - Parigi, † 1935)
- Paul Englishby, compositore, arrangiatore e pianista britannico (Preston, n. 1970)
- Paul Fetler, compositore statunitense (Filadelfia, n. 1920 - † 2018)
- Paul Gilson, compositore belga (Bruxelles, n. 1865 - Bruxelles, † 1942)
- Paul Glass, compositore e pedagogo statunitense (Los Angeles, n. 1934)
- Paul Graener, compositore e direttore d'orchestra tedesco (Berlino, n. 1872 - Salisburgo, † 1944)
- Paul Hardcastle, compositore e musicista britannico (Londra, n. 1957)
- Paul Haslinger, compositore e tastierista austriaco (Linz, n. 1962)
- Paul Hepker, compositore sudafricano (Zimbabwe)
- Paul Hertzog, compositore statunitense
- Paul Hindemith, compositore, violista e direttore d'orchestra tedesco (Hanau, n. 1895 - Francoforte, † 1963)
- Paul Hofhaimer, compositore e organista austriaco (Radstadt, n. 1459 - Salisburgo, † 1537)
- Nellee Hooper, compositore e produttore discografico britannico (Bristol, n. 1963)
- Paul Juon, compositore russo (Mosca, n. 1872 - Vevey, † 1940)
- Paul August von Klenau, compositore e direttore d'orchestra danese (Copenaghen, n. 1883 - Copenaghen, † 1946)
- Paul Kletzki, compositore e direttore d'orchestra polacco (Łódź, n. 1900 - Liverpool, † 1973)
- Paul Véronge de la Nux, compositore francese (Fontainebleau, n. 1853 - Parigi, † 1928)
- Paul Leenhouts, compositore olandese (n. 1957)
- Paul Misraki, compositore e paroliere francese (Istanbul, n. 1908 - Parigi, † 1998)
- Paul Méfano, compositore e direttore d'orchestra francese (Bassora, n. 1937 - Chilly-Mazarin, † 2020)
- Paul Pena, compositore, cantante e chitarrista statunitense (Hyannis, n. 1950 - San Francisco, † 2005)
- Paul Pisk, compositore e musicologo austriaco (Vienna, n. 1893 - Los Angeles, † 1990)
- Paul Sawtell, compositore polacco (Gilve, n. 1906 - Los Angeles, † 1971)
- Paul Schütze, compositore australiano (Melbourne, n. 1958)
- Paul Smith, compositore statunitense (Calumet, n. 1906 - Glendale, † 1985)
- Paul Tripp, compositore, paroliere e scrittore statunitense (Manhattan, n. 1911 - Manhattan, † 2002)
- Paul Vidal, compositore, direttore d'orchestra e docente francese (Tolosa, n. 1863 - Parigi, † 1931)
- Felix Weingartner, compositore e direttore d'orchestra austriaco (Zara, n. 1863 - Winterthur, † 1942)
- Paul Williams, compositore, paroliere e attore statunitense (Omaha, n. 1940)

## Conduttori radiofonici(2)
- Paul Harvey, conduttore radiofonico statunitense (Tulsa, n. 1918 - Phoenix, † 2009)
- Paul Hollingdale, conduttore radiofonico britannico (n. 1938 - Brighton, † 2017)

## Contrabbassisti(1)
- Paul Chambers, contrabbassista statunitense (Pittsburgh, n. 1935 - New York, † 1969)

## Controtenori(1)
- Paul Esswood, controtenore inglese (West Bridgford, n. 1942)

## Costumisti(3)
- Paul Brown, costumista e scenografo britannico (Cowbridge, n. 1960 - Crymych, † 2017)
- Paul Seltenhammer, costumista e scenografo austriaco (Vienna, n. 1903 - † 1987)
- Paul Tazewell, costumista statunitense (Akron, n. 1964)

## Crickettisti(1)
- Paul Shardlow, crickettista e calciatore inglese (Stone, n. 1943 - Stoke-on-Trent, † 1968)

## Criminali(2)
- Paul Carbone, criminale francese (Propriano, n. 1894 - Chalon-sur-Saône, † 1943)
- Paul Schäfer, criminale, militare e medico tedesco (Bonn, n. 1921 - Santiago del Cile, † 2010)

## Criminologi(1)
- Paweł Moczydłowski, criminologo polacco (Gostynin, n. 1953)

## Critici cinematografici(1)
- Paul Clinton, critico cinematografico statunitense (Columbus, n. 1953 - Los Angeles, † 2006)

## Critici letterari(2)
- Paul Bénichou, critico letterario e saggista francese (Tlemcen, n. 1908 - Parigi, † 2001)
- Paul Elmer More, critico letterario, filosofo e giornalista statunitense (Saint Louis, n. 1864 - Princeton, † 1937)

## Critici musicali(2)
- Paul Nettl, critico musicale e musicologo austro-ungarico (Hohenelbe, n. 1889 - Bloomington, † 1972)
- Paul Scudo, critico musicale e musicologo francese (Venezia, n. 1806 - Blois, † 1864)

## Critici teatrali(1)
- Paul Schlenther, critico teatrale, regista teatrale e drammaturgo tedesco (Černjachovsk, n. 1854 - Berlino, † 1916)

## Culturisti(1)
- Paul Dillett, culturista canadese (Montréal, n. 1965)

## Cuochi(2)
- Paul Bocuse, cuoco e gastronomo francese (Collonges-au-Mont-d'Or, n. 1926 - Collonges-au-Mont-d'Or, † 2018)
- Paul Hollywood, cuoco e personaggio televisivo britannico (Wallasey, n. 1966)

## Danzatori(4)
- Pavel Gerdt, ballerino russo (Volinkino, n. 1844 - Vamaloki, † 1917)
- Paul Marque, ballerino francese (Dax, n. 1997)
- Cory Stearns, danzatore e modello statunitense (Southampton, n. 1985)
- Paul Taylor, ballerino, coreografo e direttore artistico statunitense (Wilkinsburg, n. 1930 - Manhattan, † 2018)

## Danzatori su ghiaccio(3)
- Paul Duchesnay, ex danzatore su ghiaccio canadese (Metz, n. 1961)
- Paul Poirier, danzatore su ghiaccio canadese (Ottawa, n. 1991)
- Paul Thomas, ex danzatore su ghiaccio britannico

## Dermatologi(1)
- Paul Gerson Unna, dermatologo tedesco (Amburgo, n. 1850 - Amburgo, † 1929)

## Designer(3)
- Paul Bracq, designer francese (Bordeaux, n. 1933)
- Paul Iribe, designer, costumista e scenografo francese (Angoulême, n. 1883 - Roccabruna-Capo Martino, † 1935)
- Paul Jaray, designer austriaco (Vienna, n. 1889 - San Gallo, † 1974)

## Diplomatici(3)
- Paul Mason, diplomatico inglese (n. 1904 - Retford, † 1978)
- Paul Methuen, diplomatico inglese (n. 1672 - † 1757)
- Paul Sixt III von Trautson, diplomatico tedesco (n. 1548 - Vienna, † 1621)

## Direttori d'orchestra(9)
- Paul Daniel, direttore d'orchestra inglese (Birmingham, n. 1958)
- Paul Dessau, direttore d'orchestra tedesco (Amburgo, n. 1894 - Königs Wusterhausen, † 1979)
- Paul Gemignani, direttore d'orchestra statunitense (California, n. 1938)
- Paul Hillier, direttore d'orchestra e baritono britannico (Dorchester, n. 1949)
- Paul van Kempen, direttore d'orchestra e violinista olandese (Zoeterwoude, n. 1893 - Amsterdam, † 1955)
- Otto Matzerath, direttore d'orchestra tedesco (Düsseldorf, n. 1914 - Tokyo, † 1963)
- Paul McCreesh, direttore d'orchestra britannico (Londra, n. 1960)
- Paul Paray, direttore d'orchestra e compositore francese (Le Tréport, n. 1886 - Monte Carlo, † 1979)
- Paul Whiteman, direttore d'orchestra statunitense (Denver, n. 1890 - Doylestown, † 1967)

## Direttori della fotografia(4)
- Paul Cameron, direttore della fotografia canadese (Montréal, n. 1958)
- Paul Guilhaume, direttore della fotografia francese (Parigi)
- Paul Sarossy, direttore della fotografia canadese (Barrie, n. 1963)
- Paul Vogel, direttore della fotografia statunitense (New York, n. 1899 - Los Angeles, † 1975)

## Direttori di coro(1)
- Paul Salamunovich, direttore di coro e docente statunitense (Redondo Beach, n. 1927 - Sherman Oaks, † 2014)

## Dirigenti d'azienda(3)
- Paul Roderick Clucas Marshall, manager inglese (Ealing, n. 1959)
- Paul McGuinness, manager, produttore discografico e produttore cinematografico irlandese (Rinteln, n. 1951)
- Triple H, dirigente d'azienda e ex wrestler statunitense (Nashua, n. 1969)

## Dirigenti sportivi(1)
- Paul Scholes, dirigente sportivo, allenatore di calcio e ex calciatore inglese (Salford, n. 1974)

## Disc jockey(5)
- Paul Elstak, disc jockey e produttore discografico olandese (L'Aia, n. 1966)
- Fisher, disc jockey australiano (Gold Coast, n. 1986)
- Paul Johnson, disc jockey e produttore discografico statunitense (Chicago, n. 1971 - Evergreen Park, † 2021)
- Paul Oakenfold, disc jockey e produttore discografico britannico (Greenhithe, n. 1963)
- Guru Josh, disc jockey britannico (Isola di Jersey, n. 1964 - Ibiza, † 2015)

## Discoboli(1)
- Paul Winter, discobolo e pesista francese (Ribeauvillé, n. 1906 - Poitiers, † 1992)

## Disegnatori(3)
- Paul Balluriau, disegnatore e illustratore francese (Oullins, n. 1860 - † 1917)
- Paul Kirchner, disegnatore, fumettista e illustratore statunitense (New Haven, n. 1952)
- Paul Zanetti, disegnatore australiano (Wollongong, n. 1961)

## Doppiatori(3)
- Paul Kandel, doppiatore e attore statunitense (Queens, n. 1951)
- Paul St.Peter, doppiatore statunitense (n. 1958)
- Paul Winchell, doppiatore e attore statunitense (New York, n. 1922 - Los Angeles, † 2005)

## Drammaturghi(13)
- Paul Armont, drammaturgo, sceneggiatore e attore francese (Rostov sul Don, n. 1874 - Parigi, † 1943)
- Paul Armstrong, commediografo, regista e produttore teatrale statunitense (Saint Joseph, n. 1869 - New York, † 1915)
- Paul Downs Colaizzo, drammaturgo, sceneggiatore e regista statunitense (Pittsburgh, n. 1985)
- Ramond de la Croisette, drammaturgo francese (Parigi, n. 1796 - Parigi, † 1849)
- Paul Gavault, drammaturgo e sceneggiatore francese (Parigi, n. 1866 - Parigi, † 1951)
- Paul Green, commediografo e sceneggiatore statunitense (Lillington, n. 1894 - Chapel Hill, † 1981)
- Paul Landois, drammaturgo, enciclopedista e pittore francese (Parigi, n. 1696)
- Paul Lindau, drammaturgo tedesco (Magdeburgo, n. 1839 - Berlino, † 1919)
- Paul Nivoix, commediografo, sceneggiatore e giornalista francese (Saint-Denis, n. 1893 - Parigi, † 1958)
- Paul Osborn, drammaturgo e sceneggiatore statunitense (Evansville, n. 1901 - New York, † 1988)
- Paul Raynal, drammaturgo francese (Narbonne, n. 1885 - Parigi, † 1971)
- Paul Zindel, drammaturgo, scrittore e sceneggiatore statunitense (Tottenville, n. 1936 - New York, † 2003)
- Paul la Cour, drammaturgo danese (Rislev, n. 1902 - Roskilde, † 1956)

## Ebraisti(1)
- Paul Ellingworth, ebraista e biblista britannico (Barnsley, n. 1931 - † 2018)

## Economisti(11)
- Paul A. Baran, economista statunitense (Mykolaïv, n. 1909 - Palo Alto, † 1964)
- Paul Douglas, economista e politico statunitense (n. 1892 - † 1976)
- Paul Kaba Thieba, economista e politico burkinabè (n. 1960)
- Paul Krugman, economista statunitense (Albany, n. 1953)
- Paul Milgrom, economista statunitense (Detroit, n. 1948)
- Paul Mosley, economista britannico
- Paul Romer, economista e imprenditore statunitense (Denver, n. 1955)
- Paul Rosenstein-Rodan, economista polacco (Cracovia, n. 1902 - Boston, † 1985)
- Paul Samuelson, economista statunitense (Gary, n. 1915 - Belmont, † 2009)
- Paul Sweezy, economista, editore e attivista statunitense (New York, n. 1910 - Larchmont, † 2004)
- Paul Volcker, economista statunitense (Cape May, n. 1927 - New York, † 2019)

## Editori(1)
- Paul Angoulvent, editore francese (Le Mans, n. 1899 - Auxerre, † 1976)

## Egittologi(1)
- Paul Collomp, egittologo e papirologo francese (Niort, n. 1885 - Clermont-Ferrand, † 1943)

## Esploratori(2)
- Paul Crampel, esploratore francese (Nancy, n. 1864 - El Kuti, † 1891)
- Paul Flatters, esploratore e militare francese (Laval, n. 1832 - Bir el-Garama, † 1881)

## Etnologi(1)
- Paul Rivet, etnologo francese (Wasigny, n. 1876 - Parigi, † 1958)

## Farmacisti(1)
- Paul Carl Beiersdorf, farmacista e imprenditore tedesco (Neuruppin, n. 1836 - Amburgo, † 1896)

## Farmacologi(1)
- Paul Trendelenburg, farmacologo tedesco (Bonn, n. 1884 - Berlino, † 1931)

## Filologi(5)
- Paul Maas, filologo classico e linguista tedesco (Francoforte sul Meno, n. 1880 - Oxford, † 1964)
- Paul Renucci, filologo, critico letterario e italianista francese (Erbajolo, n. 1915 - Beaulieu-sur-Mer, † 1977)
- Paul Videsott, filologo italiano (Brunico, n. 1971)
- Paul Wendland, filologo classico tedesco (Olsztynek, n. 1864 - Gottinga, † 1915)
- Paul Zumthor, filologo e critico letterario svizzero (Ginevra, n. 1915 - Montréal, † 1995)

## Filosofi(21)
- Paul Barth, filosofo tedesco (Baruth, n. 1858 - Lipsia, † 1922)
- Paul Artin Boghossian, filosofo statunitense (n. 1957)
- Rudolf Carnap, filosofo, logico e esperantista tedesco (Ronsdorf, n. 1891 - Santa Monica, † 1970)
- Paul Churchland, filosofo canadese (Vancouver, n. 1942)
- Paul Edwards, filosofo statunitense (Vienna, n. 1923 - New York, † 2004)
- Paul Feyerabend, filosofo e sociologo austriaco (Vienna, n. 1924 - Genolier, † 1994)
- Paul Häberlin, filosofo svizzero (Kesswil, n. 1878 - Basilea, † 1960)
- Paul Henri Thiry d'Holbach, filosofo, enciclopedista e traduttore tedesco (Edesheim, n. 1723 - Parigi, † 1789)
- Paul Janet, filosofo e saggista francese (Parigi, n. 1823 - Parigi, † 1899)
- Paul Kurtz, filosofo statunitense (Newark, n. 1925 - Amherst, † 2012)
- Paul Lorenzen, filosofo e matematico tedesco (Kiel, n. 1915 - Gottinga, † 1994)
- Paul Mattick, filosofo, sociologo e economista tedesco (Słupsk, n. 1904 - Boston, † 1981)
- Paul Menzer, filosofo e pedagogo tedesco (Berlino, n. 1873 - Halle, † 1960)
- Paul Natorp, filosofo e storico tedesco (Düsseldorf, n. 1854 - Marburgo, † 1924)
- Paul Draper, filosofo e educatore statunitense (n. 1957)
- Paul Rée, filosofo, scrittore e aforista tedesco (Neu Bartelshagen, n. 1849 - Celerina, † 1900)
- Paul Ricœur, filosofo francese (Valence, n. 1913 - Châtenay-Malabry, † 2005)
- Paul Souriau, filosofo francese (Douai, n. 1852 - Nancy, † 1926)
- Paul Thagard, filosofo canadese (Yorkton, n. 1950)
- Paul Valadier, filosofo e presbitero francese (Saint-Étienne, n. 1933)
- Paul Virilio, filosofo, scrittore e urbanista francese (Parigi, n. 1932 - Rueil-Malmaison, † 2018)

## Fisici(18)
- Paul Benioff, fisico statunitense (Pasadena, n. 1930 - Downers Grove, † 2022)
- Paul de Casteljau, fisico, matematico e ingegnere francese (Besançon, n. 1930 - Versailles, † 2022)
- Paul Corkum, fisico canadese (Saint John, n. 1943)
- Paul Davies, fisico, saggista e divulgatore scientifico inglese (Londra, n. 1946)
- Paul Delorme, fisico e imprenditore francese (Saint-Maurice, n. 1868 - † 1956)
- Paul Dirac, fisico britannico (Bristol, n. 1902 - Tallahassee, † 1984)
- Paul Drude, fisico tedesco (Braunschweig, n. 1863 - Berlino, † 1906)
- Paul Ehrenfest, fisico e matematico austriaco (Vienna, n. 1880 - Amsterdam, † 1933)
- Paul Ginsparg, fisico statunitense (n. 1955)
- Paul G. Hewitt, fisico statunitense (Saugus, n. 1931)
- Paul Horowitz, fisico statunitense (n. 1942)
- Paul Kunz, fisico e informatico statunitense (n. 1942 - † 2018)
- Paul Langevin, fisico francese (Parigi, n. 1872 - Parigi, † 1946)
- Paul Nemenyi, fisico e ingegnere ungherese (Fiume, n. 1895 - Washington, † 1952)
- Paul Rudolph, fisico tedesco (n. 1858 - † 1935)
- Paul Scherrer, fisico svizzero (San Gallo, n. 1890 - Zurigo, † 1969)
- Paul Steinhardt, fisico e cosmologo statunitense (Washington, n. 1952)
- Paul Ulrich Villard, fisico e chimico francese (Saint-Germain-au-Mont-d'Or, n. 1860 - Bayonne, † 1934)

## Fisiologi(1)
- Paul Bert, fisiologo e politico francese (Auxerre, n. 1833 - Hanoi, † 1886)

## Flautisti(1)
- Paul Horn, flautista e sassofonista statunitense (New York, n. 1930 - Vancouver, † 2014)

## Fondisti(1)
- Pauli Pitkänen, fondista finlandese (Nilsiä, n. 1911 - † 1941)

## Fotografi(4)
- Paul Fusco, fotografo statunitense (Leominster, n. 1930 - San Anselmo, † 2020)
- Paul Ivano, fotografo francese (Nizza, n. 1900 - Los Angeles, † 1984)
- Paul Snider, fotografo canadese (Vancouver, n. 1951 - Los Angeles, † 1980)
- Paul Wolff, fotografo tedesco (Mulhouse, n. 1887 - Francoforte sul Meno, † 1951)

## Fumettisti(9)
- Paul Anderson, fumettista statunitense (San Fernando)
- Paul Gillon, fumettista francese (Parigi, n. 1926 - Amiens, † 2011)
- Paul Grist, fumettista britannico (Sheffield, n. 1960)
- Paul Jenkins, fumettista inglese (Londra, n. 1965)
- Paul Levitz, fumettista e sceneggiatore statunitense (New York, n. 1956)
- Paul Murry, fumettista statunitense (Saint Joseph, n. 1911 - Palmdale, † 1989)
- Paul Neary, fumettista britannico (Bournemouth, n. 1949 - Bournemouth, † 2024)
- Paul Pope, fumettista statunitense (Filadelfia, n. 1970)
- Paul Robinson, fumettista statunitense (Kenton, n. 1898 - Glen Ridge, † 1974)

## Funzionari(2)
- Paul Carell, funzionario e scrittore tedesco (Kelbra, n. 1911 - Rottach-Egern, † 1997)
- Paul-Otto Schmidt, funzionario tedesco (n. 1899 - † 1970)

## Generali(33)
- Paul Armengaud, generale francese (Comigne, n. 1879 - Parigi, † 1970)
- Paul Bader, generale tedesco (Lahr, n. 1883 - Emmendingen, † 1971)
- Paul Conrath, generale tedesco (Rudow, n. 1896 - Amburgo, † 1979)
- Paul Édouard Damiguet de Vernon, generale francese (Parigi, n. 1810 - Parigi, † 1866)
- Paul Davidovich, generale austro-ungarico (Buda, n. 1737 - Komárno, † 1814)
- Paul André Doyen, generale francese (Cabanac-et-Villagrains, n. 1881 - Veyrier-du-Lac, † 1974)
- Nikolaus von Falkenhorst, generale tedesco (Breslavia, n. 1885 - Holzminden, † 1968)
- Paul Otto Geibel, generale e poliziotto tedesco (Dortmund, n. 1898 - Varsavia, † 1966)
- Paul Grenier, generale francese (Saarlouis, n. 1768 - Dammartin-Marpain, † 1827)
- Paul François Grossetti, generale francese (Parigi, n. 1861 - Parigi, † 1918)
- Paul Gurran, generale tedesco (Alt Zauche, n. 1893 - † 1944)
- Paul D. Harkins, generale statunitense (Boston, n. 1904 - Dallas, † 1984)
- Paul Hausser, generale e docente tedesco (Brandeburgo sulla Havel, n. 1880 - Ludwigsburg, † 1972)
- Paul von Hindenburg, generale e politico tedesco (Posen, n. 1847 - Gut Neudeck, † 1934)
- Paul Jacquier, generale e aviatore francese (Orange, n. 1910 - Parigi, † 1995)
- Paul Ludwig Ewald von Kleist, generale tedesco (Braunfels, n. 1881 - Vladimir, † 1954)
- Paul de Ladmirault, generale francese (Montmorillon, n. 1808 - Sillars, † 1898)
- Paul Laux, generale tedesco (Weimar, n. 1887 - Riga, † 1944)
- Paul Legentilhomme, generale francese (Valognes, n. 1884 - Nizza, † 1975)
- Paul Emil von Lettow-Vorbeck, generale tedesco (Saarlouis, n. 1870 - Amburgo, † 1964)
- Paul Eugène Magloire, generale e politico haitiano (Cap-Haïtien, n. 1907 - Port-au-Prince, † 2001)
- Paul André Maistre, generale francese (Joinville, n. 1858 - Parigi, † 1922)
- Paul Muteau, generale francese (Chalon-sur-Saône, n. 1854 - Parigi, † 1927)
- Paul Marie Cesar Gerald Pau, generale francese (Montélimar, n. 1848 - Parigi, † 1932)
- Paul Kray von Krajowa, generale austriaco (Kežmarok, n. 1735 - Budapest, † 1804)
- Paul Dermoncourt, generale francese (Crécy-au-Mont, n. 1771 - Aubevoye, † 1847)
- Paul Édouard Pouradier-Duteil, generale francese (La Châtre, n. 1854 - † 1933)
- Paul Puhallo von Brlog, generale austro-ungarico (Brlog, n. 1856 - Vienna, † 1926)
- Paul von Rennenkampf, generale russo (Konuvere, n. 1854 - Taganrog, † 1918)
- Paul Schultz, generale tedesco (Welzheim, n. 1891 - Tubinga, † 1964)
- Paul Maria Joseph Senitzer, generale austriaco (Gleisdorf, n. 1760 - Esseg, † 1830)
- Paul de Thermes, generale francese (Couserans, n. 1482 - Parigi, † 1562)
- Paul Tibbets, generale statunitense (Quincy, n. 1915 - Columbus, † 2007)

## Geografi(2)
- Paul Gunnar Olsson, geografo svedese (Ekshärad, n. 1935)
- Paul Vidal de la Blache, geografo francese (Pézenas, n. 1845 - Tamaris-sur-Mer, † 1918)

## Geologi(3)
- Paul Dorn, geologo tedesco (Hollfeld, n. 1901 - Braunschweig, † 1959)
- Paul Lemoine, geologo francese (Parigi, n. 1878 - † 1940)
- Paul S. Martin, geologo, paleontologo e zoologo statunitense (Allentown, n. 1928 - Tucson, † 2010)

## Gesuiti(3)
- Paul Ginhac, gesuita francese (Mazel-Serverette, n. 1824 - Castres, † 1895)
- Paul Laymann, gesuita e giurista tedesco (Arzl, n. 1574 - Costanza, † 1635)
- Paul Le Jeune, gesuita francese (Vitry-le-François, n. 1591 - Parigi, † 1664)

## Ginecologi(1)
- Paul Diepgen, ginecologo e storico tedesco (Aquisgrana, n. 1878 - Magonza, † 1966)

## Ginnasti(6)
- Paul Durin, ginnasta francese (Maubeuge, n. 1890 - Maubeuge, † 1953)
- Paul Gibiard, ginnasta francese (La Bégude-de-Mazenc, n. 1878)
- Paul Hamm, ex ginnasta statunitense (n. 1982)
- Paul Juda, ginnasta statunitense (Deerfield, n. 2001)
- Paul Pedersen, ginnasta norvegese (Halden, n. 1886 - Idd, † 1948)
- Paul Wartelle, ginnasta francese (n. 1892 - † 1974)

## Giocatori di baseball(6)
- Paul Goldschmidt, giocatore di baseball statunitense (Wilmington, n. 1987)
- Paul Konerko, ex giocatore di baseball statunitense (Providence, n. 1976)
- Paul Sewald, giocatore di baseball statunitense (Las Vegas, n. 1990)
- Paul Skenes, giocatore di baseball statunitense (Fullerton, n. 2002)
- Paul Wagner, ex giocatore di baseball statunitense (Milwaukee, n. 1967)
- Paul Waner, giocatore di baseball statunitense (Harrah, n. 1903 - Sarasota, † 1965)

## Giocatori di beach volley(1)
- Paul Laciga, ex giocatore di beach volley svizzero (Berna, n. 1970)

## Giocatori di calcio a 5(2)
- Paul Richardson, giocatore di calcio a 5 australiano (n. 1973)
- Paul Roberts, giocatore di calcio a 5 australiano (n. 1973)

## Giocatori di football americano(25)
- Paul Bogdan, giocatore di football americano tedesco (Hildesheim, n. 1993)
- Paul Dawson, giocatore di football americano statunitense (Dallas, n. 1993)
- Paul Durand, ex giocatore di football americano e allenatore di football americano francese (n. 1988)
- Paul Engebretsen, giocatore di football americano statunitense (Chariton, n. 1910 - Chariton, † 1979)
- Paul Gruber, ex giocatore di football americano statunitense (Sauk City, n. 1965)
- Paul Hornung, giocatore di football americano statunitense (Louisville, n. 1935 - Louisville, † 2020)
- Paul Hubbard, giocatore di football americano statunitense (Colorado Springs, n. 1985)
- Paul Krause, ex giocatore di football americano statunitense (Flint, n. 1942)
- Paul Kruger, ex giocatore di football americano statunitense (Rexburg, n. 1986)
- Paul Lion, giocatore di football americano tedesco (n. 2001)
- Paul Lowe, giocatore di football americano statunitense (Homer, n. 1935)
- Paul McQuistan, giocatore di football americano statunitense (San Diego, n. 1983)
- Paul Morant, giocatore di football americano statunitense (Hampton)
- Paul Motzki, ex giocatore di football americano tedesco (n. 1989)
- Paul Palmer, ex giocatore di football americano statunitense (Bethesda, n. 1964)
- Paul Perkins, giocatore di football americano statunitense (Mesa, n. 1994)
- Paul Posluszny, ex giocatore di football americano statunitense (Butler, n. 1984)
- Paul Richardson, ex giocatore di football americano statunitense (Los Angeles, n. 1992)
- Paul Seymour, ex giocatore di football americano statunitense (Detroit, n. 1950)
- Paul Skansi, ex giocatore di football americano statunitense (Tacoma, n. 1961)
- Paul Veritas, giocatore di football americano francese (Enghien-les-Bains, n. 1995)
- Paul Warfield, ex giocatore di football americano statunitense (Warren, n. 1942)
- Paul Worrilow, ex giocatore di football americano statunitense (Wilmington, n. 1990)
- Paul Wulff, ex giocatore di football americano e allenatore di football americano statunitense (Woodland, n. 1967)
- Paul Zimmermann, giocatore di football americano tedesco

## Giocatori di poker(2)
- Paul Darden, giocatore di poker e imprenditore statunitense (New Haven, n. 1968)
- Paul Wasicka, giocatore di poker statunitense (Dallas, n. 1981)

## Giocatori di snooker(1)
- Paul Hunter, giocatore di snooker britannico (Leeds, n. 1978 - Huddersfield, † 2006)

## Giocatori di squash(1)
- Paul Coll, giocatore di squash neozelandese (Greymouth, n. 1992)

## Gioiellieri(1)
- Paul Bassenge, gioielliere tedesco (Prenzlau, n. 1742 - Parigi, † 1812)

## Giornalisti(9)
- Paul Ackford, giornalista e rugbista a 15 britannico (Hannover, n. 1958)
- Paul de Man, giornalista, filosofo e critico letterario belga (Anversa, n. 1919 - New Haven, † 1983)
- Paul Marion, giornalista francese (Asnières-sur-Seine, n. 1899 - Parigi, † 1954)
- Paul Mason, giornalista britannico (Leigh, n. 1960)
- Paul Morley, giornalista, conduttore televisivo e scrittore britannico (Farnham, n. 1957)
- Theo Pinkus, pubblicista e editore svizzero (Zurigo, n. 1909 - † 1991)
- Paul de Saint-Victor, giornalista francese (Parigi, n. 1827 - Parigi, † 1881)
- Paul Salopek, giornalista e scrittore statunitense (Barstow, n. 1962)
- Paul Tabori, giornalista, romanziere e parapsicologo ungherese (Budapest, n. 1908 - Londra, † 1974)

## Giuristi(5)
- Paul Johann Anselm Ritter von Feuerbach, giurista tedesco (Hainichen, n. 1775 - Francoforte sul Meno, † 1833)
- Paul Wilhelm Anton Krüger, giurista tedesco (Berlino, n. 1840 - Bonn, † 1926)
- Paul Laband, giurista tedesco (Breslavia, n. 1838 - Strasburgo, † 1918)
- Paul Johannes Merkel, giurista tedesco (Norimberga, n. 1819 - Halle, † 1861)
- Paul von Roth, giurista tedesco (Norimberga, n. 1820 - Monaco di Baviera, † 1892)

## Golfisti(4)
- Paul Azinger, golfista statunitense (Holyhoke, n. 1960)
- Paul Casey, golfista britannico (Cheltenham, n. 1977)
- Paul Lawrie, golfista scozzese (Aberdeen, n. 1969)
- Paul McGinley, golfista irlandese (Dublino, n. 1966)

## Grecisti(1)
- Paul Friedländer, grecista e filologo classico tedesco (Berlino, n. 1882 - † 1968)

## Hockeisti su ghiaccio(14)
- Paul Broten, ex hockeista su ghiaccio statunitense (Roseau, n. 1965)
- Paul Coffey, ex hockeista su ghiaccio canadese (Toronto, n. 1961)
- Paul Gaustad, ex hockeista su ghiaccio statunitense (Fargo, n. 1982)
- Phil Groeneveld, ex hockeista su ghiaccio canadese (Oshawa, n. 1974)
- Paul Hand, ex hockeista su ghiaccio britannico (Edimburgo, n. 1965)
- Paul Henderson, ex hockeista su ghiaccio canadese (Kincardine, n. 1943)
- Paul Kariya, hockeista su ghiaccio canadese (Vancouver, n. 1974)
- Paul Mara, ex hockeista su ghiaccio statunitense (Ridgewood, n. 1979)
- Paul Martin, hockeista su ghiaccio statunitense (Minneapolis, n. 1981)
- Paul Rowe, hockeista su ghiaccio statunitense (Somerville, n. 1914 - Wynnewood, † 1993)
- Paul Schellander, hockeista su ghiaccio austriaco (Klagenfurt, n. 1986)
- Paul Stastny, hockeista su ghiaccio statunitense (Québec, n. 1985)
- Paul Thompson, hockeista su ghiaccio e allenatore di hockey su ghiaccio canadese (Calgary, n. 1906 - Calgary, † 1991)
- Paul Zanette, ex hockeista su ghiaccio canadese (Nobleton, n. 1988)

## Hockeisti su prato(1)
- Paul Metz, hockeista su prato danese (n. 1892 - † 1975)

## Igienisti(1)
- Paul Brouardel, igienista e patologo francese (San Quintino, n. 1837 - Parigi, † 1906)

## Illustratori(1)
- Paul Whitehead, illustratore inglese (Dartford, n. 1945)

## Imprenditori(17)
- Paul Budnitz, imprenditore statunitense (Berkeley, n. 1967)
- Paul Decauville, imprenditore francese (Évry, n. 1846 - Neuilly-sur-Seine, † 1922)
- Paul Van Doren, imprenditore statunitense (Boston, n. 1930 - † 2021)
- Paul Hawken, imprenditore, ambientalista e scrittore statunitense (San Mateo, n. 1946)
- Paul Heyman, imprenditore statunitense (New York, n. 1965)
- Paul Gray Hoffman, imprenditore statunitense (Western Springs, n. 1891 - New York, † 1974)
- Paul Koechlin, imprenditore e aviatore francese (Mulhouse, n. 1881 - Étinehem, † 1916)
- Paul Lemmerz, imprenditore tedesco (n. 1907 - † 1977)
- Paul Manafort, imprenditore statunitense (New Britain, n. 1949)
- Paul Pelosi, imprenditore statunitense (San Francisco, n. 1940)
- Paul Julius Reuter, imprenditore e giornalista tedesco (Kassel, n. 1816 - Nizza, † 1899)
- Paul Rusesabagina, imprenditore ruandese (Gitarama, n. 1954)
- Paul Singer, imprenditore statunitense (New York, n. 1944)
- Paul Stoddart, imprenditore australiano (Melbourne, n. 1955)
- Paul Terrell, imprenditore statunitense
- Paul Teutul, Sr., imprenditore e produttore televisivo statunitense (Yonkers, n. 1949)
- Paul Vanden Boeynants, imprenditore e politico belga (Forest, n. 1919 - Aalst, † 2001)

## Incisori(2)
- Paul Revere, incisore e patriota statunitense (Boston, n. 1735 - Boston, † 1818)
- Paul van Somer II, incisore e disegnatore olandese (Amsterdam, n. 1649 - Amsterdam, † 1696)

## Indologi(1)
- Paul Deussen, indologo e filosofo tedesco (Oberdreis, n. 1845 - Kiel, † 1919)

## Informatici(6)
- Paul Allen, informatico statunitense (Seattle, n. 1953 - Seattle, † 2018)
- Paul Debevec, programmatore e informatico statunitense
- Paul Graham, informatico, imprenditore e saggista inglese (Weymouth, n. 1964)
- Paul Mockapetris, informatico statunitense (Boston, n. 1948)
- Paul Phillips, informatico, imprenditore e giocatore di poker statunitense (San Francisco, n. 1972)
- Paul Vixie, informatico statunitense

## Ingegneri(13)
- Paul Andreu, ingegnere, architetto e scrittore francese (Caudéran, n. 1938 - Parigi, † 2018)
- Paul Baran, ingegnere polacco (Hrodna, n. 1926 - Palo Alto, † 2011)
- Paul Boucherot, ingegnere francese (Parigi, n. 1869 - Ardentes, † 1943)
- Paul Buchheit, ingegnere e imprenditore statunitense (Webster, n. 1977)
- Paul Cornu, ingegnere francese (Glos-la-Ferrière, n. 1881 - Lisieux, † 1944)
- Paul Daimler, ingegnere tedesco (Karlsruhe, n. 1869 - Berlino, † 1945)
- Paul Haenlein, ingegnere tedesco (Magonza, n. 1835 - Magonza, † 1905)
- Paul MacCready, ingegnere statunitense (New Haven, n. 1925 - Pasadena, † 2007)
- Paul Maritz, ingegnere e dirigente d'azienda statunitense (Rhodesia Meridionale, n. 1955)
- Paul Moller, ingegnere canadese (Canada, n. 1936)
- Paul Rosche, ingegnere, progettista e manager tedesco (Monaco di Baviera, n. 1934 - † 2016)
- Paul Schmidt, ingegnere e inventore tedesco (Hagen, n. 1898 - Monaco di Baviera, † 1976)
- Paul Séjourné, ingegnere francese (Orléans, n. 1851 - Parigi, † 1939)

## Insegnanti(6)
- Paul Desjardins, insegnante e giornalista francese (Metz, n. 1859 - Parigi, † 1940)
- Paul Gerber, insegnante e fisico tedesco (Berlino, n. 1854 - Friburgo in Brisgovia, † 1909)
- Paul F. van der Heijden, docente olandese (Utrecht, n. 1949)
- Paul Hildebrandt, docente, filologo classico e politico tedesco (Berlino, n. 1870 - Berlino, † 1948)
- Paul Nogier, docente francese (Lione, n. 1908 - Lione, † 1996)
- Paul von Rohden, insegnante tedesco (Barmen, n. 1862 - Pieterlen, † 1939)

## Inventori(3)
- Paul Kollsman, inventore tedesco (Freudenstadt, n. 1900 - Beverly Hills, † 1982)
- Paul Moody, inventore statunitense (Newbury, n. 1779 - Lowell, † 1831)
- Paul Gottlieb Nipkow, inventore tedesco (Lauenburg in Pomerania, n. 1860 - Berlino, † 1940)

## Judoka(2)
- Paul Barth, ex judoka tedesco (Monaco di Baviera, n. 1945)
- Paul Kibikai, judoka gabonese (n. 1991)

## Latinisti(1)
- Paul Mattei, latinista, filologo classico e traduttore francese (Marsiglia, n. 1953)

## Librettisti(2)
- Paul Burani, librettista, attore teatrale e giornalista francese (Parigi, n. 1845 - Parigi, † 1901)
- Paul Siraudin, librettista e drammaturgo francese (I arrondissement di Parigi, n. 1812 - Enghien-les-Bains, † 1883)

## Linguisti(6)
- Paul Ariste, linguista e esperantista estone (Rääbise, n. 1905 - Tartu, † 1990)
- Paul Kretschmer, linguista e filologo tedesco (Berlino, n. 1866 - Vienna, † 1956)
- Paul Georg von Möllendorff, linguista e diplomatico tedesco (Zehdenick, n. 1847 - Ningbo, † 1901)
- Paul Pelliot, linguista, sinologo e esploratore francese (Parigi, n. 1878 - Parigi, † 1945)
- Paul Pimsleur, linguista statunitense (n. 1927 - † 1976)
- Paul Scheuermeier, linguista e filologo svizzero (Zurigo, n. 1888 - Berna, † 1973)

## Liutai(1)
- Paul Reed Smith, liutaio e imprenditore statunitense (Stevensville, n. 1956)

## Liutisti(1)
- Paul O'Dette, liutista e musicologo statunitense (Columbus, n. 1954)

## Maestri di karate(1)
- Paul Starling, maestro di karate australiano (Sydney, n. 1948)

## Mafiosi(4)
- Paul Ricca, mafioso italiano (Napoli, n. 1897 - Chicago, † 1972)
- Paul Kelly, mafioso statunitense (Pietrapertosa, n. 1876 - New York, † 1936)
- Paul McGonagle, mafioso statunitense (Quincy, n. 1939 - Boston, † 1974)
- Paul Vario, mafioso statunitense (New York, n. 1914 - Fort Worth, † 1988)

## Magistrati(1)
- Paul Kirchhof, magistrato e giurista tedesco (Osnabrück, n. 1943)

## Maratoneti(2)
- Paul Kirui, maratoneta keniota (n. 1980)
- Paul Malakwen Kosgei, maratoneta e mezzofondista keniota (Marakwet, n. 1978)

## Marciatori(1)
- Paul McGrath, marciatore spagnolo (Gavà, n. 2002)

## Matematici(19)
- Paul Émile Appell, matematico francese (Strasburgo, n. 1855 - Parigi, † 1930)
- Paul Bachmann, matematico tedesco (Berlino, n. 1837 - Weimar, † 1920)
- Paul Bernays, matematico svizzero (Londra, n. 1888 - Zurigo, † 1977)
- Paul Chester Kainen, matematico statunitense
- Paul de Clermont, matematico e ingegnere militare francese
- Paul Cohen, matematico statunitense (Long Branch, n. 1934 - Palo Alto, † 2007)
- Paul Du Bois-Reymond, matematico tedesco (Berlino, n. 1831 - Friburgo in Brisgovia, † 1889)
- Paul Erdős, matematico ungherese (Budapest, n. 1913 - Varsavia, † 1996)
- Paul Gordan, matematico tedesco (Breslavia, n. 1837 - Erlangen, † 1912)
- Paul Halmos, matematico e statistico ungherese (Budapest, n. 1916 - Los Gatos, † 2006)
- Paul Koebe, matematico tedesco (n. 1882 - † 1945)
- Paul Lévy, matematico e statistico francese (Parigi, n. 1886 - Parigi, † 1971)
- Paul Montel, matematico francese (Nizza, n. 1876 - Parigi, † 1975)
- Paul Painlevé, matematico e politico francese (Parigi, n. 1863 - Parigi, † 1933)
- Paul Seymour, matematico britannico (Plymouth, n. 1950)
- Paul Stäckel, matematico tedesco (Berlino, n. 1862 - Heidelberg, † 1919)
- Paul Tannery, matematico, storico e divulgatore scientifico francese (Mantes-la-Jolie, n. 1843 - Pantin, † 1904)
- Pál Turán, matematico ungherese (Budapest, n. 1910 - Budapest, † 1976)
- Paul Vojta, matematico statunitense (n. 1957)

## Medici(10)
- Paul Clemens von Baumgarten, medico tedesco (Dresda, n. 1848 - Tubinga, † 1928)
- Paul Bhatti, medico e politico pakistano (Lahore, n. 1957)
- Paul Federn, medico e psicoanalista austriaco (Vienna, n. 1871 - New York, † 1950)
- Paul Henri Fischer, medico, zoologo e paleontologo francese (Parigi, n. 1835 - Parigi, † 1893)
- Paul Fürbringer, medico e chimico tedesco (Delitzsch, n. 1849 - Berlino, † 1930)
- Paul Janssen, medico e imprenditore belga (Turnhout, n. 1926 - Roma, † 2003)
- Paul Donald MacLean, medico e neuroscienziato statunitense (Phelps, n. 1913 - Potomac, † 2007)
- Paul Rastoul, medico e attivista francese (Thézan-lès-Béziers, n. 1835 - Nuova Caledonia, † 1875)
- Paul Remlinger, medico, batteriologo e virologo francese (Bertrange, n. 1871 - Tangeri, † 1964)
- Paul Tournier, medico e scrittore svizzero (Ginevra, n. 1898 - Troinex, † 1986)

## Mercanti(1)
- Paul Fromm, mercante e mecenate statunitense (Kitzingen, n. 1906 - Chicago, † 1987)

## Mercanti d'arte(2)
- Paul Durand-Ruel, mercante d'arte francese (Parigi, n. 1831 - Parigi, † 1922)
- Paul Rosenberg, mercante d'arte e gallerista francese (Parigi, n. 1881 - Parigi, † 1959)

## Meteorologi(1)
- Paul Crutzen, meteorologo e ingegnere olandese (Amsterdam, n. 1933 - Magonza, † 2021)

## Mezzofondisti(15)
- Paul Bitok, ex mezzofondista keniota (Kilibwoni, n. 1970)
- Paul Castanet, mezzofondista francese (Clamart, n. 1880 - Malakoff, † 1967)
- Paul Chelimo, mezzofondista statunitense (Iten, n. 1990)
- Paul Davies-Hale, ex mezzofondista, ex siepista e ex maratoneta britannico (Rugeley, n. 1962)
- Paul Ereng, ex mezzofondista keniota (Kitale, n. 1967)
- Paul Kipkoech, mezzofondista e maratoneta keniota (Kapsabet, n. 1963 - Eldoret, † 1995)
- Paul Koech, mezzofondista e maratoneta keniota (Uasin Gishu, n. 1969 - Nairobi, † 2018)
- Paul Korir, ex mezzofondista keniota (Lessos, n. 1977)
- Paul Lizandier, mezzofondista francese (Nancray-sur-Rimarde, n. 1884 - † 1937)
- Paul Lonyagata, mezzofondista e maratoneta keniota (n. 1992)
- Klaus Richtzenhain, mezzofondista tedesco (Berlino, n. 1934 - Erfurt, † 2025)
- Paul Ruto, ex mezzofondista keniota (n. 1960)
- Paul Schmidt, ex mezzofondista tedesco (Nebrowo Wielkie, n. 1931)
- Paul Tanui, mezzofondista keniota (n. 1990)
- Paul Tergat, ex mezzofondista e maratoneta keniota (Kabarnet, n. 1969)

## Micologi(2)
- Paul Kummer, micologo tedesco (Zerbst, n. 1834 - Hann. Münden, † 1912)
- Paul Stamets, micologo e saggista statunitense (n. 1955)

## Microbiologi(2)
- Paul Ehrlich, microbiologo e immunologo tedesco (Strehlen, n. 1854 - Bad Homburg, † 1915)
- Paul de Kruif, microbiologo, scrittore e divulgatore scientifico statunitense (Zeeland, n. 1890 - Holland, † 1971)

## Militari(21)
- Pavel von Benckendorff, militare tedesco (Berlino, n. 1853 - Narva, † 1921)
- Paul Billik, militare e aviatore tedesco (Haatsch, n. 1891 - Staaken, † 1926)
- Paul Boudier, militare e aviatore francese (Lione, n. 1919 - Antibes, † 2003)
- Paul Bredow, militare tedesco (n. 1902 - Gottinga, † 1945)
- Paul Brunel, militare francese (Chalmoux, n. 1830 - Inghilterra, † 1904)
- Paul Bäumer, militare e aviatore tedesco (Meiderich, n. 1896 - Öresund, † 1927)
- Paul Chomedey de Maisonneuve, militare francese (Neuville-sur-Vannes, n. 1612 - Parigi, † 1676)
- Paul von Schoenaich, militare e giornalista tedesco (Prabuty, n. 1866 - Reinfeld, † 1954)
- Paul Götze, militare tedesco (Halle, n. 1903 - Cracovia, † 1948)
- Paul Kern, militare ungherese (Budapest, † 1955)
- Paul von Thurn und Taxis, militare tedesco (Ratisbona, n. 1843 - Cannes, † 1879)
- Paul Maltby, ufficiale britannico (Alleppey, n. 1892 - Aldershot, † 1971)
- Paul von Radivojevich, militare austriaco (Szentendre, n. 1759 - Verona, † 1829)
- Paul Otto Radomski, militare tedesco (n. 1902 - Székesfehérvár, † 1945)
- Paul Rimbaud, militare francese (Tolone, n. 1906 - Isole Kerkenna, † 1940)
- Paul Röhrbein, militare tedesco (Charlottenburg, n. 1890 - campo di concentramento di Dachau, † 1934)
- Paul Sarkozy, militare, imprenditore e pittore ungherese (Budapest, n. 1928 - Parigi, † 2023)
- Paul Thümmel, militare e agente segreto tedesco (Neuhausen, n. 1902 - Theresienstadt, † 1945)
- Paul Touvier, militare francese (Saint-Vincent-sur-Jabron, n. 1915 - Fresnes, † 1996)
- Paul Wenzel, militare e aviatore tedesco (Seemuhl, n. 1887 - Düsseldorf, † 1964)
- Paul Whelan, ex militare statunitense (Ottawa, n. 1970)

## Mineralogisti(2)
- Paul Heinrich von Groth, mineralogista tedesco (Magdeburgo, n. 1843 - Monaco di Baviera, † 1927)
- Paul Niggli, mineralogista e geologo svizzero (Zofingen, n. 1888 - Zurigo, † 1953)

## Miniatori(1)
- Fratelli Limbourg, miniatore olandese (Nimega - Digione, † 1416)

## Missionari(3)
- Paul Bouque, missionario e vescovo cattolico francese (Hauconcourt, n. 1896 - Cannes, † 1979)
- Paul Goethals, missionario e arcivescovo cattolico belga (Courtrai, n. 1832 - Calcutta, † 1901)
- Paul Mazé, missionario e arcivescovo cattolico francese (Pleyben, n. 1885 - Papeete, † 1976)

## Modelli(1)
- Paul Sculfor, modello inglese (Upminster, n. 1971)

## Montatori(3)
- Paul Hirsch, montatore statunitense (New York, n. 1945)
- Paul N.J. Ottosson, montatore e tecnico del suono svedese (Lönsboda, n. 1966)
- Paul Rogers, montatore statunitense

## Multiplisti(1)
- Paul Meier, ex multiplista tedesco (n. 1971)

## Musicisti(21)
- Paul Hastings Allen, musicista statunitense (Hyde Park, n. 1883 - Boston, † 1952)
- Paul Barrere, musicista statunitense (Burbank, n. 1948 - Los Angeles, † 2019)
- Paul Carrack, musicista e cantautore britannico (Sheffield, n. 1951)
- DJ Spooky, musicista e disc jockey statunitense (Washington, n. 1970)
- Paul Del Bello, musicista italiano (Torino, n. 1979)
- Paul Falk, musicista, attore e doppiatore tedesco (Düsseldorf, n. 1996)
- Paul Gonsalves, musicista statunitense (Brockton, n. 1920 - Londra, † 1974)
- Paul Harrington, musicista irlandese (Dublino, n. 1960)
- Paul von Jankó, musicista e ingegnere ungherese (Tata, n. 1856 - Costantinopoli, † 1919)
- Paul Kalkbrenner, musicista, disc jockey e produttore discografico tedesco (Lipsia, n. 1977)
- General Levy, musicista britannico (Londra, n. 1971)
- Paul Martinez, musicista britannico (Leicester, n. 1947 - Leicester, † 2024)
- Paul Mauriat, musicista, direttore d'orchestra e compositore francese (Marsiglia, n. 1925 - Perpignano, † 2006)
- Paul Miner, musicista, bassista e produttore discografico statunitense (n. 1976)
- Paul Marc Rousseau, musicista, produttore discografico e blogger canadese (n. 1989)
- Paul Rutherford, musicista e trombonista inglese (Greenwich, n. 1940 - Londra, † 2007)
- Paul Tutmarc, musicista statunitense (Minneapolis, n. 1896 - Seattle, † 1972)
- Paul Watkins, musicista statunitense (Ventura, n. 1950 - Tecopa, † 1990)
- Paul Westerberg, musicista statunitense (Minneapolis, n. 1959)
- Paul White, musicista inglese (Londra)
- Woob, musicista britannico

## Musicologi(2)
- Paul Collaer, musicologo, pianista e direttore d'orchestra belga (Boom, n. 1891 - Bruxelles, † 1989)
- Paul Landormy, musicologo francese (Issy-les-Moulineaux, n. 1869 - Parigi, † 1943)

## Naturalisti(1)
- Paul Theodor Range, naturalista e geologo tedesco (Lubecca, n. 1879 - Lubecca, † 1959)

## Neuroscienziati(1)
- Paul Greengard, neuroscienziato statunitense (New York, n. 1925 - New York, † 2019)

## Nobili(3)
- Paul Methuen, III barone Methuen, nobile e generale britannico (Corsham, n. 1845 - Corsham, † 1932)
- Paul de Noailles, nobile e storico francese (Parigi, n. 1802 - Parigi, † 1885)
- Paul Sixt I von Trautson, nobile e condottiero austriaco (n. 1460 - Valle di Cadore, † 1508)

## Numismatici(2)
- Paul Balog, numismatico, archeologo e medico ungherese (Budapest, n. 1900 - Roma, † 1982)
- Paul L. Strack, numismatico e storico tedesco (Gießen, n. 1904 - Lipokva, † 1941)

## Nuotatori(13)
- Paul Biedermann, ex nuotatore tedesco (Halle, n. 1986)
- Paul Easter, ex nuotatore britannico (n. 1963)
- Paul Edingue Ekane, ex nuotatore camerunese (Bomono, n. 1990)
- Paul Hait, ex nuotatore statunitense (Pasadena, n. 1940)
- Paul Hove, nuotatore statunitense († 1988)
- Paul Howe, ex nuotatore britannico (Singapore, n. 1968)
- Paul Kellner, nuotatore tedesco (n. 1890 - Berlino, † 1972)
- Paul Kingsman, ex nuotatore neozelandese (Auckland, n. 1967)
- Paul Neumann, nuotatore austriaco (Vienna, n. 1875 - Vienna, † 1932)
- Paul Palmer, ex nuotatore britannico (Lincoln, n. 1974)
- Paul Samson, nuotatore e pallanuotista statunitense (Emporia, n. 1905 - Oakland, † 1982)
- Paul Wolf, nuotatore statunitense (n. 1916 - Pasadena, † 1972)
- Paul Wyatt, nuotatore statunitense (Brier Hill, n. 1907 - Brownsville, † 1970)

## Orafi(2)
- Paul de Lamerie, orafo britannico ('s-Hertogenbosch, n. 1688 - Londra, † 1751)
- Paul Storr, orafo britannico (Londra, n. 1770 - Londra, † 1844)

## Organisti(1)
- Paul Fauchey, organista, pianista e compositore francese (Parigi, n. 1858 - Parigi, † 1936)

## Orientalisti(4)
- Paul D. Hanson, orientalista e traduttore statunitense (n. 1939 - † 2023)
- Paul Kahle, orientalista e islamista tedesco (Hohenstein, n. 1875 - Düsseldorf, † 1964)
- Paul Masson-Oursel, orientalista e psicologo francese (Parigi, n. 1882 - Parigi, † 1956)
- Paul Wittek, orientalista e storico austriaco (Baden bei Wien, n. 1894 - Eastcote, † 1978)

## Ornitologi(1)
- Paul Géroudet, ornitologo e naturalista svizzero (Ginevra, n. 1917 - Ginevra, † 2006)

## Paleografi(1)
- Paul Lehmann, paleografo e filologo tedesco (Braunschweig, n. 1884 - Monaco di Baviera, † 1964)

## Paleontologi(1)
- Paul Sereno, paleontologo statunitense (Naperville, n. 1957)

## Pallanuotisti(9)
- Paul Beulque, pallanuotista e allenatore di pallanuoto francese (Tourcoing, n. 1877 - Tourcoing, † 1943)
- Paul Dujardin, pallanuotista francese (Tourcoing, n. 1894 - Coulon, † 1959)
- Paul Gailly, pallanuotista belga (Bruxelles, n. 1894 - Saint-Josse-ten-Noode, † 1969)
- Paul Gebauer, pallanuotista tedesco
- Paul Klingenburg, pallanuotista tedesco (Duisburg, n. 1917 - Assmannshausen, † 1964)
- Paul Lambert, pallanuotista francese (Tournai, n. 1908 - Tourcoing, † 1996)
- Paul Rigaumont, pallanuotista belga (n. 1920 - † 1960)
- Paul Uellendahl, pallanuotista tedesco (Wuppertal, n. 1919 - Wuppertal, † 2001)
- Paul Vasseur, pallanuotista e nuotatore francese (Lilla, n. 1884 - Saint-Didier, † 1971)

## Pallavolisti(4)
- Paul Buchegger, pallavolista austriaco (Linz, n. 1996)
- Paul Carroll, pallavolista australiano (Taree, n. 1986)
- Paul Ferenciac, pallavolista italiano (Suceava, n. 1996)
- Paul Lotman, pallavolista statunitense (Lakewood, n. 1985)

## Parolieri(1)
- Paul Francis Webster, paroliere statunitense (New York, n. 1907 - Beverly Hills, † 1984)

## Patologi(2)
- Paul Grawitz, patologo e medico tedesco (Sierzno, n. 1850 - Greifswald, † 1932)
- Paul Langerhans, patologo, fisiologo e viaggiatore tedesco (Berlino, n. 1847 - Funchal, † 1888)

## Pattinatori artistici su ghiaccio(6)
- Paul Falk, pattinatore artistico su ghiaccio tedesco (Dortmund, n. 1921 - † 2017)
- Paul Fentz, ex pattinatore artistico su ghiaccio tedesco (Berlino, n. 1992)
- Paul Martini, ex pattinatore artistico su ghiaccio canadese (Weston, n. 1960)
- Paul Metzner, pattinatore artistico su ghiaccio tedesco (Berlino, n. 1894)
- Paul Bonifacio Parkinson, pattinatore artistico su ghiaccio canadese (Ottawa, n. 1991)
- Paul Wylie, ex pattinatore artistico su ghiaccio statunitense (Dallas, n. 1964)

## Pattinatori di short track(2)
- Paul Herrmann, ex pattinatore di short track tedesco (Dresda, n. 1985)
- Paul Stanley, ex pattinatore di short track britannico (Solihull, n. 1983)

## Pedagogisti(2)
- Paul Geheeb, pedagogista svizzero (Turingia, n. 1870 - Hasliberg, † 1961)
- Paul Le Bohec, pedagogista francese (Plouasne, n. 1921 - Rennes, † 2009)

## Personaggi televisivi(2)
- Paul Baccaglini, personaggio televisivo e imprenditore statunitense (Chicago, n. 1984)
- Pauly D, personaggio televisivo e disc jockey statunitense (Johnston, n. 1980)

## Pianisti(5)
- Paul Badura-Skoda, pianista e musicologo austriaco (Vienna, n. 1927 - Vienna, † 2019)
- Paul Bley, pianista canadese (Montréal, n. 1932 - Stuart, † 2016)
- Paul Lewis, pianista inglese (Liverpool, n. 1972)
- Paul Plimley, pianista, vibrafonista e musicista canadese (Vancouver, n. 1963 - Vancouver, † 2022)
- Paul Wittgenstein, pianista austriaco (Vienna, n. 1887 - New York, † 1961)

## Piloti automobilistici(14)
- Paul Aron, pilota automobilistico estone (Tallinn, n. 2004)
- Paul Belmondo, ex pilota automobilistico e attore francese (Boulogne-Billancourt, n. 1963)
- Paul Emery, pilota automobilistico britannico (Chiswick, n. 1916 - Epsom, † 1992)
- Paul England, pilota automobilistico australiano (Melbourne, n. 1929 - Melbourne, † 2014)
- Paul Frère, pilota automobilistico, scrittore e giornalista belga (Le Havre, n. 1917 - Saint-Paul-de-Vence, † 2008)
- Richie Ginther, pilota di Formula 1 statunitense (Hollywood, n. 1930 - Touzac-Le Roucou, † 1989)
- François Hesnault, ex pilota automobilistico francese (Neuilly-sur-Seine, n. 1956)
- Guy Mairesse, pilota automobilistico francese (La Capelle, n. 1910 - Montlhéry, † 1954)
- Paul Pietsch, pilota automobilistico tedesco (Friburgo in Brisgovia, n. 1911 - Titisee-Neustadt, † 2012)
- Paul Alfons von Metternich-Winneburg, pilota automobilistico tedesco (Vienna, n. 1917 - Ginevra, † 1992)
- Paul Radisich, pilota automobilistico neozelandese (Auckland, n. 1962)
- Paul di Resta, pilota automobilistico britannico (Livingston, n. 1986)
- Paul Russo, pilota automobilistico statunitense (Kenosha, n. 1914 - Daytona Beach, † 1976)
- Paul Tracy, pilota automobilistico canadese (Scarborough, n. 1968)

## Piloti di rally(2)
- Paul Coltelloni, pilota di rally francese (Levallois-Perret, n. 1917 - Parigi, † 1999)
- Paul Nagle, copilota di rally irlandese (Killarney, n. 1978)

## Piloti motociclistici(3)
- Paul Goldsmith, pilota motociclistico e pilota automobilistico statunitense (Parkersburg, n. 1925 - Munster, † 2024)
- Paul Smart, pilota motociclistico britannico (Eynsford, n. 1943 - † 2021)
- Paul Young, pilota motociclistico australiano (Adelaide, n. 1969)

## Pistard(4)
- Paul Chocque, pistard e ciclista su strada francese (Meudon, n. 1910 - Parigi, † 1949)
- Paul Gottron, pistard tedesco
- Paul Manning, ex pistard e ciclista su strada britannico (Sutton Coldfield, n. 1974)
- Paul Masson, pistard francese (Mostaganem, n. 1876 - Cannes, † 1944)

## Pittori(44)
- Paul Abram, pittore francese (Vesoul, n. 1854 - Douarnenez, † 1924)
- Paul Acquel, pittore francese (Besançon, n. 1825 - Parigi, † 1882)
- Paul Baudry, pittore francese (La Roche-sur-Yon, n. 1828 - Parigi, † 1886)
- Paul Marcellin Berthier, pittore e fotografo francese (Parigi, n. 1822 - Parigi, † 1912)
- Paul Berthon, pittore, decoratore e pubblicitario francese (Villefranche-sur-Saône, n. 1872 - Sceaux, † 1934)
- Albert Besnard, pittore e incisore francese (Parigi, n. 1849 - Parigi, † 1934)
- Paul Bril, pittore e incisore fiammingo (Anversa, n. 1554 - Roma, † 1626)
- Paul Cézanne, pittore francese (Aix-en-Provence, n. 1839 - Aix-en-Provence, † 1906)
- Paul Chabas, pittore francese (Nantes, n. 1869 - Parigi, † 1937)
- Paul Chocarne-Moreau, pittore francese (Digione, n. 1855 - Neuilly-sur-Seine, † 1930)
- Paul Citroen, pittore, fotografo e regista olandese (Berlino, n. 1896 - Wassenaar, † 1983)
- Paul Delaroche, pittore francese (Parigi, n. 1797 - Parigi, † 1856)
- Paul Delvaux, pittore belga (Antheit, n. 1897 - Furnes, † 1994)
- Gustave Doré, pittore e incisore francese (Strasburgo, n. 1832 - Parigi, † 1883)
- Paul Gustave Fischer, pittore danese (Copenaghen, n. 1860 - Gentofte, † 1934)
- Paul René Gauguin, pittore e scultore norvegese (Copenaghen, n. 1911 - Spagna, † 1976)
- Pola Gauguin, pittore, critico d'arte e biografo norvegese (Parigi, n. 1883 - Copenaghen, † 1961)
- Paul Guigou, pittore francese (Villars, n. 1834 - Parigi, † 1871)
- Paul César Helleu, pittore francese (Vannes, n. 1859 - Parigi, † 1927)
- Paul Hoecker, pittore tedesco (Oberlangenau, n. 1854 - Monaco di Baviera, † 1910)
- Paul Huet, pittore e incisore francese (Parigi, n. 1803 - Parigi, † 1869)
- Paul Joseph Jamin, pittore francese (Parigi, n. 1853 - Parigi, † 1903)
- Paul Juvenel il Vecchio, pittore tedesco (Norimberga, n. 1579 - Bratislava, † 1643)
- Paul Kostabi, pittore, musicista e produttore discografico statunitense (Whittier, n. 1962)
- Paul de La Boulaye, pittore francese (Bourg-en-Bresse, n. 1849 - Moulins, † 1926)
- Evert Larock, pittore e docente belga (Kapelle-op-den-Bos, n. 1865 - Kapelle-op-den-Bos, † 1901)
- Paul Mathey, pittore francese (Parigi, n. 1844 - Parigi, † 1929)
- Paul Friedrich Meyerheim, pittore, illustratore e grafico tedesco (Berlino, n. 1842 - Berlino, † 1915)
- Paul Mignard, pittore e incisore francese (Avignone, n. 1639 - Lione, † 1691)
- Paul Nash, pittore britannico (Londra, n. 1889 - Boscombe, † 1946)
- Paul Peel, pittore canadese (London, n. 1860 - Parigi, † 1892)
- Jackson Pollock, pittore statunitense (Cody, n. 1912 - Long Island, † 1956)
- Paul Prieur, pittore svizzero (Ginevra - Londra)
- Paul Raud, pittore estone (Kirikuküla, n. 1865 - Tallinn, † 1930)
- Paul Ritter, pittore tedesco (Norimberga, n. 1829 - Norimberga, † 1907)
- Paul Sandby, pittore britannico (Nottingham, n. 1731 - Londra, † 1809)
- Paul Sérusier, pittore francese (Parigi, n. 1864 - Morlaix, † 1927)
- Paul Signac, pittore francese (Parigi, n. 1863 - Parigi, † 1935)
- Paul Strudel, pittore e scultore austriaco (Denno, n. 1648 - Vienna, † 1708)
- Paul Troger, pittore austriaco (Monguelfo, n. 1698 - Vienna, † 1762)
- Paul Van Hoeydonck, pittore e scultore belga (Anversa, n. 1925 - Wijnegem, † 2025)
- Émile Vernon, pittore francese (Blois, n. 1872 - Blois, † 1920)
- Paul de Vos, pittore fiammingo (Hulst, n. 1592 - Anversa, † 1678)
- Paul van Somer, pittore fiammingo (Anversa - Londra, † 1621)

## Poeti(17)
- Jules Barbier, poeta, scrittore e librettista francese (Parigi, n. 1825 - Parigi, † 1901)
- Paul Celan, poeta rumeno (Cernauți, n. 1920 - Parigi, † 1970)
- Paul Claudel, poeta, drammaturgo e diplomatico francese (Villeneuve-sur-Fère, n. 1868 - Parigi, † 1955)
- Paul Demeny, poeta francese (Douai, n. 1844 - Arcueil, † 1918)
- Paul Dermée, poeta, critico letterario e giornalista belga (Liegi, n. 1886 - Parigi, † 1951)
- Paul Drouot, poeta francese (Vouziers, n. 1886 - Aix-Noulette, † 1915)
- Paul Laurence Dunbar, poeta statunitense (Dayton, n. 1872 - † 1906)
- Paul Éluard, poeta francese (Saint-Denis, n. 1895 - Charenton-le-Pont, † 1952)
- Paul Fleming, poeta e fisico tedesco (Hartenstein, n. 1609 - Amburgo, † 1640)
- Paul Froment, poeta francese (Floressas, n. 1875 - Les Roches-de-Condrieu, † 1898)
- Paul Gerhardt, poeta tedesco (Gräfenhainichen, n. 1607 - Lübben, † 1676)
- Paul Géraldy, poeta e commediografo francese (Parigi, n. 1885 - Neuilly-sur-Seine, † 1983)
- Paul Muldoon, poeta britannico (Portadown, n. 1951)
- Paul Neuhuys, poeta belga (n. 1897 - † 1984)
- Paul Polansky, poeta, attivista e scrittore statunitense (Mason City, n. 1942 - † 2021)
- Paul Vangelisti, poeta, traduttore e educatore statunitense (n. 1945)
- Paul van Capelleveen, poeta olandese (Nimega, n. 1960)

## Polistrumentisti(2)
- Paul Franklin, polistrumentista statunitense (Detroit, n. 1954)
- Paul Meany, polistrumentista, cantante e produttore discografico statunitense (New Orleans, n. 1976)

## Politologi(1)
- Paul Pierson, politologo statunitense (Eugene, n. 1959)

## Presbiteri(6)
- Paul Barnett, presbitero e biblista australiano (n. 1935)
- Paul Chaleil, presbitero francese (Marsiglia, n. 1913 - Parigi, † 1983)
- Paul Couturier, presbitero francese (Lione, n. 1881 - † 1953)
- Paul Guiberteau, presbitero francese (Nantes, n. 1924 - XII arrondissement di Parigi, † 2010)
- Paul Mulla, presbitero e islamista turco (Heraklio, n. 1891 - Roma, † 1959)
- Paul Josef Nardini, presbitero tedesco (Germersheim, n. 1821 - Pirmasens, † 1862)

## Produttori cinematografici(3)
- Paul Davidson, produttore cinematografico e imprenditore tedesco (n. 1867 - † 1927)
- Paul Malvern, produttore cinematografico e attore statunitense (Portland, n. 1902 - Los Angeles, † 1993)
- Paul Terry, produttore cinematografico, regista e sceneggiatore statunitense (San Mateo, n. 1887 - New York, † 1971)

## Produttori discografici(7)
- Paul Epworth, produttore discografico, cantautore e musicista inglese (Londra, n. 1974)
- Paul Fox, produttore discografico e tastierista statunitense (Valley Stream, n. 1954 - † 2022)
- Paul Q. Kolderie, produttore discografico statunitense
- Paul Northfield, produttore discografico statunitense
- Paul O'Neill, produttore discografico, arrangiatore e compositore statunitense (New York, n. 1956 - New York, † 2017)
- Prince Paul, produttore discografico, disc jockey e beatmaker statunitense (New York, n. 1967)
- Paul A. Rothchild, produttore discografico statunitense (New York, n. 1935 - Hollywood, † 1995)

## Profumieri(2)
- Paul Parquet, profumiere francese (n. 1862 - † 1912)
- Paul Vacher, profumiere francese († 1975)

## Progettisti(1)
- Paul Magès, progettista francese (Aussois, n. 1908 - Garches, † 1999)

## Psichiatri(1)
- Paul Flechsig, psichiatra, anatomista e patologo tedesco (Zwickau, n. 1847 - Lipsia, † 1929)

## Psicologi(7)
- Paul Ekman, psicologo statunitense (Washington, n. 1934)
- Paul Fraisse, psicologo francese (Saint-Étienne, n. 1911 - Châtenay-Malabry, † 1996)
- Paul Guillaume, psicologo francese (Chaumont, n. 1878 - Lannes, † 1962)
- Paul Meehl, psicologo statunitense (Minneapolis, n. 1920 - Minneapolis, † 2003)
- Paul Ferdinand Schilder, psicologo austriaco (Vienna, n. 1886 - New York, † 1940)
- Paul Slovic, psicologo statunitense (Chicago, n. 1938)
- Paul Watzlawick, psicologo e filosofo austriaco (Villach, n. 1921 - Palo Alto, † 2007)

## Pubblicitari(1)
- Paul Colin, pubblicitario francese (Nancy, n. 1892 - Nogent-sur-Marne, † 1985)

## Pugili(7)
- Paul Berlenbach, pugile statunitense (New York, n. 1901 - † 1985)
- Paul Butler, pugile britannico (Ellesmere Port, n. 1988)
- Paul Fritsch, pugile francese (Parigi, n. 1901 - Boulogne-Billancourt, † 1970)
- Paul Gonzales, ex pugile statunitense (Pecos, n. 1964)
- Paulie Malignaggi, ex pugile statunitense (Bensonhurst, n. 1980)
- Paul Pender, pugile statunitense (Brookline, n. 1930 - Bedford, † 2003)
- Paul Williams, ex pugile statunitense (Aiken, n. 1981)

## Rapper(7)
- Marko Glass, rapper rumeno (Botoșani)
- DJ Paul, rapper, produttore discografico e disc jockey statunitense (Memphis, n. 1977)
- Sage Francis, rapper statunitense (Miami, n. 1976)
- Spike, rapper rumeno (Bucarest, n. 1985)
- Drapht, rapper australiano (Mount Hawthorn, n. 1982)
- Paul Wall, rapper, beatmaker e disc jockey statunitense (Houston, n. 1981)
- Sido, rapper tedesco (Berlino Est, n. 1980)

## Registi(43)
- Percy Adlon, regista, sceneggiatore e produttore cinematografico tedesco (Monaco di Baviera, n. 1935 - Pacific Palisades, † 2024)
- Paul Thomas Anderson, regista, sceneggiatore e produttore cinematografico statunitense (Los Angeles, n. 1970)
- Paul W. S. Anderson, regista, sceneggiatore e produttore cinematografico britannico (Newcastle upon Tyne, n. 1965)
- Paul Bern, regista, sceneggiatore e produttore cinematografico tedesco (Wandsbek, n. 1889 - Beverly Hills, † 1932)
- Andrew Blake, regista e fotografo statunitense (Filadelfia, n. 1948)
- Paul Bogart, regista e produttore televisivo statunitense (New York, n. 1919 - Chapel Hill, † 2012)
- Paul Boyd, regista scozzese (Scozia)
- Paul Călinescu, regista e sceneggiatore rumeno (Galați, n. 1902 - Bucarest, † 2000)
- Paul Collet, regista, sceneggiatore e produttore cinematografico belga (Belgio, n. 1953)
- Paul Czinner, regista, scrittore e produttore cinematografico ungherese (Budapest, n. 1890 - Londra, † 1972)
- Paul Fedor, regista e artista statunitense
- Paul Feig, regista, sceneggiatore e attore statunitense (Mount Clemens, n. 1962)
- Paul Fox, regista canadese (Toronto, n. 1963)
- Paul Greengrass, regista, sceneggiatore e produttore cinematografico britannico (Cheam, n. 1955)
- Paul Haggis, regista, sceneggiatore e produttore cinematografico canadese (London, n. 1953)
- P. J. Hogan, regista e sceneggiatore australiano (Brisbane, n. 1962)
- Paul Hunter, regista statunitense (Los Angeles, n. 1970)
- Paul King, regista e sceneggiatore britannico (Chicago, n. 1978)
- Paul Landres, regista e montatore statunitense (New York, n. 1912 - Encino, † 2001)
- Paul Leaf, regista, attore e sceneggiatore statunitense (New York, n. 1929)
- Paul Leder, regista, sceneggiatore e produttore cinematografico statunitense (Springfield, n. 1926 - Los Angeles, † 1996)
- Paul Leduc, regista, sceneggiatore e produttore cinematografico messicano (Città del Messico, n. 1942 - Città del Messico, † 2020)
- Paul Leni, regista e scenografo tedesco (Stoccarda, n. 1885 - Los Angeles, † 1929)
- Paul Lynch, regista, sceneggiatore e produttore cinematografico britannico (Liverpool, n. 1946)
- Paul Martin, regista e sceneggiatore ungherese (Cluj-Napoca, n. 1899 - Berlino, † 1967)
- Paul May, regista, sceneggiatore e produttore cinematografico tedesco (Monaco di Baviera, n. 1909 - Taufkirchen, † 1976)
- Paul Mazursky, regista, sceneggiatore e attore statunitense (New York, n. 1930 - Los Angeles, † 2014)
- Paul McGuigan, regista scozzese (Bellshill, n. 1963)
- Paul Meyer, regista belga (Limal, n. 1920 - Liegi, † 2007)
- Paul Morrissey, regista, sceneggiatore e direttore della fotografia statunitense (New York, n. 1938 - New York, † 2024)
- Paul Paviot, regista e sceneggiatore francese (Levallois-Perret, n. 1926 - Luxey, † 2017)
- Paul Powell, regista, sceneggiatore e produttore cinematografico statunitense (Peoria, n. 1881 - Pasadena, † 1944)
- Paul Rotha, regista britannico (Londra, n. 1907 - Wallingford, † 1984)
- Paul Schrader, regista, sceneggiatore e critico cinematografico statunitense (Grand Rapids, n. 1946)
- Paul L. Stein, regista e sceneggiatore austriaco (Vienna, n. 1892 - Londra, † 1951)
- Paul Unwin, regista, sceneggiatore e drammaturgo britannico (Reading, n. 1957)
- Paul Vecchiali, regista, sceneggiatore e scrittore francese (Ajaccio, n. 1930 - Gassin, † 2023)
- Paul Verhoeven, regista, produttore cinematografico e sceneggiatore olandese (Amsterdam, n. 1938)
- Paul Verhoeven, regista e attore tedesco (Unna, n. 1901 - Monaco di Baviera, † 1975)
- Paul Weiland, regista e sceneggiatore inglese (Londra, n. 1953)
- Paul Weitz, regista, sceneggiatore e produttore cinematografico statunitense (New York, n. 1965)
- Paul Wendkos, regista e produttore televisivo statunitense (Filadelfia, n. 1925 - Malibù, † 2009)
- Paul Yates, regista e musicista statunitense

## Registi teatrali(1)
- Paul Castan, regista teatrale e attore francese (Béziers, n. 1899)

## Religiosi(5)
- Paul Damance, religioso, compositore e organista francese (Lisieux - Lisieux)
- Paul Heider, religioso austriaco (Adamsthal, n. 1868 - Troppau, † 1936)
- Paul Schebesta, religioso, antropologo e linguista tedesco (Groß Peterwitz, n. 1887 - Mödling, † 1967)
- Paul Schneider, religioso tedesco (Pferdsfeld, n. 1897 - Campo di concentramento di Buchenwald, † 1939)
- Paul Scriptoris, religioso e teologo tedesco (Weil der Stadt - Kaysersberg, † 1505)

## Rivoluzionari(1)
- Paul Lafargue, rivoluzionario, giornalista e scrittore francese (Santiago di Cuba, n. 1842 - Draveil, † 1911)

## Rugbisti a 15(21)
- Paul Alo-Emile, rugbista a 15 neozelandese (Henderson, n. 1991)
- Paul Burke, rugbista a 15 e allenatore di rugby a 15 irlandese (Londra, n. 1973)
- Paul Derbyshire, ex rugbista a 15 italiano (Cecina, n. 1986)
- Paul Emerick, ex rugbista a 15 e allenatore di rugby a 15 statunitense (Emmetsburg, n. 1980)
- Paul Gabrillagues, rugbista a 15 francese (Parigi, n. 1993)
- Paul Grayson, ex rugbista a 15 e allenatore di rugby a 15 inglese (Chorley, n. 1971)
- Paul Griffen, ex rugbista a 15, allenatore di rugby a 15 e personaggio televisivo neozelandese (Dunedin, n. 1975)
- Paul Henderson, ex rugbista a 15 e allenatore di rugby a 15 neozelandese (Bluff, n. 1964)
- Paul Hill, rugbista a 15 britannico (Aschaffenburg, n. 1995)
- Paul Hodgson, ex rugbista a 15 e allenatore di rugby a 15 britannico (Epsom, n. 1982)
- Paul James, ex rugbista a 15 britannico (Neath, n. 1982)
- Paul O'Connell, ex rugbista a 15 irlandese (Limerick, n. 1979)
- Paul Rendall, rugbista a 15 britannico (Londra, n. 1954 - † 2023)
- Kaine Robertson, ex rugbista a 15 neozelandese (Auckland, n. 1980)
- Polla Roux, ex rugbista a 15, allenatore di rugby a 15 e dirigente sportivo sudafricano (Città del Capo, n. 1973)
- Paul Sackey, rugbista a 15 britannico (Londra, n. 1979)
- Paul Sampson, rugbista a 15 inglese (Keighley, n. 1977)
- Paul Thorburn, rugbista a 15 gallese (Mönchengladbach, n. 1962)
- Paul Wallace, ex rugbista a 15, giornalista e dirigente d'azienda irlandese (Cork, n. 1971)
- Paul Willemse, rugbista a 15 sudafricano (Pretoria, n. 1992)
- Paul Williams, ex rugbista a 15 e arbitro di rugby a 15 neozelandese (Waverley, n. 1985)

## Saggisti(4)
- Paul Badde, saggista, giornalista e regista tedesco (Schaag, n. 1948)
- Paul Berman, saggista statunitense (n. 1949)
- Paul Huson, saggista e scrittore britannico (Londra, n. 1942)
- Paul Zane Pilzer, saggista e economista statunitense (Brooklyn, n. 1954)

## Saltatori con gli sci(1)
- Paul Außerleitner, saltatore con gli sci austriaco (Bischofshofen, n. 1925 - Bischofshofen, † 1952)

## Sassofonisti(3)
- Paul Desmond, sassofonista, compositore e clarinettista statunitense (San Francisco, n. 1924 - New York, † 1977)
- Paul Howard, sassofonista e clarinettista statunitense (Steubenville, n. 1895 - Los Angeles, † 1980)
- Paul Winter, sassofonista, compositore e musicista statunitense (Altoona, n. 1939)

## Scacchisti(9)
- Paul von Bilguer, scacchista tedesco (Ludwigslust, n. 1815 - Berlino, † 1840)
- Paul Johner, scacchista svizzero (Zurigo, n. 1887 - Berlino, † 1938)
- Paul Keres, scacchista sovietico (Narva, n. 1916 - Helsinki, † 1975)
- Paul Saladin Leonhardt, scacchista tedesco (Posen, n. 1877 - Königsberg, † 1934)
- Paul Lipke, scacchista e avvocato tedesco (Erfurt, n. 1870 - Osterburg, † 1955)
- Paul Morphy, scacchista statunitense (New Orleans, n. 1837 - New Orleans, † 1884)
- Paul Motwani, scacchista britannico (Glasgow, n. 1962)
- Paul Felix Schmidt, scacchista e chimico estone (Narva, n. 1916 - Allentown, † 1984)
- Paul van der Sterren, scacchista olandese (Venlo, n. 1956)

## Sceneggiatori(15)
- Paul Abbott, sceneggiatore e produttore televisivo britannico (Burnley, n. 1960)
- Paul Attanasio, sceneggiatore e produttore televisivo statunitense (New York, n. 1959)
- Paul Brickman, sceneggiatore e regista statunitense (Chicago, n. 1949)
- Paul Corrigan e Brad Walsh, sceneggiatore e produttore televisivo statunitense
- Paul Dini, sceneggiatore, produttore televisivo e fumettista statunitense (New York, n. 1957)
- Paul Gégauff, sceneggiatore, scrittore e attore francese (Blotzheim, n. 1922 - Gjøvik, † 1983)
- Paul Jarrico, sceneggiatore statunitense (Los Angeles, n. 1915 - † 1997)
- Paul Laverty, sceneggiatore e avvocato britannico (Calcutta, n. 1957)
- Paul Lieberstein, sceneggiatore, produttore televisivo e attore statunitense (Westport, n. 1967)
- Paul Rugg, sceneggiatore e doppiatore statunitense (Los Angeles, n. 1960)
- Paul Scheuring, sceneggiatore, regista e produttore televisivo statunitense (Aurora, n. 1968)
- Paul Sloane, sceneggiatore, regista e produttore cinematografico statunitense (New York, n. 1893 - Santa Monica, † 1963)
- Paul Sugar, sceneggiatore e regista ungherese
- Paul Wernick, sceneggiatore e produttore cinematografico canadese (Toronto, n. 1977)
- Paul West, sceneggiatore statunitense (Boston, n. 1871 - † 1918)

## Scenografi(5)
- Paul D. Austerberry, scenografo canadese (Toronto)
- Paul S. Fox, scenografo statunitense (Corunna, n. 1898 - Los Angeles, † 1972)
- Paul Groesse, scenografo ungherese (n. 1906 - Los Angeles, † 1987)
- Paul Sheriff, scenografo russo (Mosca, n. 1903 - Londra, † 1960)
- Paul Sylbert, scenografo, sceneggiatore e regista statunitense (New York, n. 1928 - Jenkintown, † 2016)

## Schermidori(14)
- Paul Anspach, schermidore belga (Burcht, n. 1882 - Forest, † 1981)
- Paul Apostol, ex schermidore statunitense (New York, n. 1945)
- Paul Barth, schermidore svizzero (n. 1921 - Basilea, † 1974)
- Paul Deydier, schermidore francese (Marsiglia, n. 1908 - Marsiglia, † 1975)
- Paul Fogelberg, schermidore svedese (n. 1977)
- Paul Friedberg, ex schermidore statunitense (n. 1959)
- Paul Leroy, schermidore francese
- Paul Makler, schermidore statunitense (Filadelfia, n. 1920 - Los Altos, † 2022)
- Paul Meister, schermidore svizzero (n. 1926 - † 2018)
- Paul Pesthy, schermidore e pentatleta ungherese (Budapest, n. 1938 - San Antonio, † 2008)
- Paul Robert, schermidore svizzero († 1961)
- Paul Rousset, schermidore francese
- Paul Valcke, schermidore belga (Ostenda, n. 1914 - Ambrumesnil, † 1980)
- Paul Wormser, schermidore francese (Colmar, n. 1905 - Sainte-Radegonde, † 1944)

## Sciatori alpini(9)
- Paul Accola, ex sciatore alpino svizzero (Davos, n. 1967)
- Paul Carson, sciatore alpino e imprenditore canadese (Toronto, n. 1952 - Ketchum, † 2021)
- Paul Frommelt, ex sciatore alpino liechtensteinese (Schaan, n. 1957)
- Paul McDonald, ex sciatore alpino statunitense (n. 1984)
- Paul Sauter, ex sciatore alpino tedesco (n. 1994)
- Paul Schroeder, ex sciatore alpino francese (n. 1990)
- Paul Arne Skajem, ex sciatore alpino norvegese (Oslo, n. 1958)
- Paul Stutz, ex sciatore alpino canadese (Banff, n. 1983)
- Paul de la Cuesta, ex sciatore alpino spagnolo (San Sebastián, n. 1988)

## Scienziati(2)
- Paul-Louis-Toussaint Héroult, scienziato francese (n. 1863 - † 1914)
- Paul Julius Möbius, scienziato e neurologo tedesco (Lipsia, n. 1853 - † 1907)

## Scrittori di fantascienza(1)
- Paul Di Filippo, autore di fantascienza statunitense (Rhode Island, n. 1954)

## Scultori(7)
- Paul Albert Bartholomé, scultore e pittore francese (Thiverval-Grignon, n. 1848 - Parigi, † 1928)
- Paul Belmondo, scultore francese (Algeri, n. 1898 - Parigi, † 1982)
- Paul Bouré, scultore e pittore belga (Bruxelles, n. 1823 - Bruxelles, † 1848)
- Paul Du Bois, scultore e medaglista belga (Aywaille, n. 1859 - Uccle, † 1938)
- Paul Dubois, scultore francese (Nogent-sur-Seine, n. 1829 - Parigi, † 1905)
- Paul Landowski, scultore francese (Parigi, n. 1875 - Boulogne-Billancourt, † 1961)
- Paul Rinckleben, scultore tedesco (Mücheln, n. 1841 - Dresda, † 1906)

## Showgirl e showman(1)
- Paul O'Grady, showman, comico e attore britannico (Tranmere, n. 1955 - Aldington, † 2023)

## Siepisti(2)
- Paul Bontemps, siepista e mezzofondista francese (Parigi, n. 1902 - Sèvres, † 1981)
- Paul Kipsiele Koech, siepista e mezzofondista keniota (Cheplanget, n. 1981)

## Skater(1)
- Paul Rodriguez Jr, skater statunitense (Chatsworth, n. 1984)

## Slittinisti(3)
- Paul Aste, slittinista e bobbista austriaco (Matrei in Osttirol, n. 1916)
- Paul Gubitz, slittinista tedesco (Suhl, n. 1999)
- Paul Hildgartner, ex slittinista italiano (Chienes, n. 1952)

## Snowboarder(1)
- Paul Berg, snowboarder tedesco (Bergisch Gladbach, n. 1991)

## Sociologi(3)
- Paul Felix Lazarsfeld, sociologo statunitense (Vienna, n. 1901 - New York, † 1976)
- Paul Massing, sociologo e agente segreto tedesco (Grumbach, n. 1902 - Tubinga, † 1979)
- Paul Pascon, sociologo marocchino (Fès, n. 1932 - Mauritania, † 1985)

## Sollevatori(2)
- Paul Anderson, sollevatore, strongman e powerlifter statunitense (Toccoa, n. 1932 - Vidalia, † 1994)
- Paul Trappen, sollevatore, lottatore e strongman tedesco (Heidweiler, n. 1887 - Treviri, † 1957)

## Stilisti(3)
- Robert Piguet, stilista e profumiere svizzero (Yverdon-les-Bains, n. 1898 - Losanna, † 1953)
- Paul Poiret, stilista francese (Parigi, n. 1879 - Parigi, † 1944)
- Paul Smith, stilista britannico (Nottingham, n. 1946)

## Storici(20)
- Paul Arnold, storico, giudice e scrittore francese (Soultz-Haut-Rhin, n. 1909 - Mentone, † 1992)
- Paul Friedrich August Ascherson, storico, botanico e linguista tedesco (Berlino, n. 1834 - Berlino, † 1913)
- Paul Bairoch, storico e economista belga (Anversa, n. 1930 - Ginevra, † 1999)
- Paul Boyer, storico statunitense (Dayton, n. 1935 - Fitchburg, † 2012)
- Paul Cartledge, storico inglese (n. 1947)
- Paul Corner, storico inglese (Yorkshire, n. 1944)
- Paul Crawford, storico, docente e saggista statunitense
- Paul Gilroy, storico e sociologo britannico (Londra, n. 1956)
- Paul Ginsborg, storico inglese (Londra, n. 1945 - Firenze, † 2022)
- Paul Guiraud, storico francese (Cenne-Monestiés, n. 1850 - Cenne-Monestiés, † 1907)
- Paul Hazard, storico francese (Noordpeene, n. 1878 - Parigi, † 1944)
- Paul Herman Buck, storico statunitense (Columbus, n. 1899 - † 1978)
- Paul Johnson, storico, giornalista e saggista britannico (Manchester, n. 1928 - Londra, † 2023)
- Paul Kennedy, storico e saggista inglese (Wallsend, n. 1945)
- Paul George Konody, storico e critico d'arte ungherese (Budapest, n. 1872 - † 1933)
- Paul Lemerle, storico francese (Parigi, n. 1903 - Parigi, † 1989)
- Paul L. Maier, storico, scrittore e religioso statunitense (St. Louis, n. 1930 - Kalamazoo, † 2025)
- Paul Henri Mallet, storico svizzero (Ginevra, n. 1730 - † 1807)
- Paul Riant, storico francese (Parigi, n. 1836 - Massongex, † 1888)
- Paul Viollet, storico, archivista e bibliotecario francese (Tours, n. 1840 - Parigi, † 1914)

## Storici dell'arte(4)
- Paul Durrieu, storico dell'arte e medievista francese (Strasburgo, n. 1855 - Rivière-Saas-et-Gourby, † 1925)
- Paul Kristeller, storico dell'arte tedesco (Berlino, n. 1863 - Meersburg, † 1931)
- Paul Marmottan, storico dell'arte e mecenate francese (Parigi, n. 1856 - Parigi, † 1932)
- Paul Wescher, storico dell'arte tedesco (Hilzingen, n. 1896 - Los Angeles, † 1974)

## Storici della filosofia(1)
- Paul Oskar Kristeller, storico della filosofia tedesco (Berlino, n. 1905 - New York, † 1999)

## Storici delle religioni(2)
- Paul Allard, storico delle religioni francese (Rouen, n. 1841 - Senneville-sur-Fécamp, † 1916)
- Paul Williams, storico delle religioni britannico (n. 1950)

## Tastieristi(7)
- Paul Harris, tastierista, polistrumentista e compositore statunitense (New York, n. 1944 - Fort Lauderdale, † 2023)
- Paul Hirsh, tastierista inglese
- Paul Mirkovich, tastierista statunitense (Los Angeles, n. 1963)
- Paul Morris, tastierista statunitense (Santa Monica, n. 1959)
- Paul Raymond, tastierista, chitarrista e compositore britannico (St Albans, n. 1945 - † 2019)
- Paul Shaffer, tastierista, compositore e personaggio televisivo canadese (Thunder Bay, n. 1949)
- Paul Tucker, tastierista e compositore britannico (Londra, n. 1968)

## Tennisti(13)
- Paul Aymé, tennista francese (Marsiglia, n. 1869 - Madrid, † 1962)
- Paul Chamberlin, ex tennista statunitense (Toledo, n. 1962)
- Paul Gerken, ex tennista statunitense (New York, n. 1950)
- Paul Goldstein, ex tennista statunitense (Washington, n. 1976)
- Paul Hand, ex tennista britannico (n. 1965)
- Paul Hanley, ex tennista australiano (Melbourne, n. 1977)
- Paul Hutchins, tennista britannico (Bristol, n. 1945 - † 2019)
- Paul Kilderry, ex tennista australiano (Perth, n. 1973)
- Paul Kronk, ex tennista australiano (Toowoomba, n. 1954)
- Paul Lecaron, tennista francese (Neuilly-sur-Seine, n. 1863 - Parigi, † 1940)
- Paul Rosner, ex tennista sudafricano (Johannesburg, n. 1972)
- Paul Sullivan, ex tennista statunitense (n. 1941)
- Paul Wekesa, ex tennista keniota (Nairobi, n. 1967)

## Tenori(3)
- Paul Althouse, tenore statunitense (Reading, n. 1889 - Manhattan, † 1954)
- Paul Groves, tenore statunitense (Lake Charles, n. 1964)
- Paul Lhérie, tenore e baritono francese (Parigi, n. 1844 - Parigi, † 1937)

## Teologi(8)
- Paul Gabriel Antoine, teologo e gesuita francese (Lunéville, n. 1678 - Pont-à-Mousson, † 1743)
- Paul Chevallier, teologo olandese (Amsterdam, n. 1722 - Groninga, † 1796)
- Paul Eber, teologo tedesco (Kitzingen, n. 1511 - Wittenberg, † 1569)
- Paul Gauthier, teologo francese (La Flèche, n. 1914 - Marsiglia, † 2002)
- Paul Kleinert, teologo tedesco (Zbytowa, n. 1837 - Berlino, † 1920)
- Paul F. Knitter, teologo statunitense (Chicago, n. 1939)
- Paul Wilhelm Schmiedel, teologo tedesco (Zauckerode, n. 1851 - Zurigo, † 1935)
- Paul Tillich, teologo tedesco (Starzeddel, n. 1886 - Chicago, † 1965)

## Tipografi(1)
- Paul Renner, tipografo tedesco (Wernigerode, n. 1878 - Hödingen, † 1956)

## Tiratori a segno(5)
- Paul Van Asbroeck, tiratore a segno belga (Schaerbeek, n. 1874 - Schaerbeek, † 1959)
- Paul Colas, tiratore a segno francese (Parigi, n. 1880 - Parigi, † 1956)
- Paul Moreau, tiratore a segno francese
- Paul Palén, tiratore a segno svedese (Garpenberg, n. 1881 - Stoccolma, † 1944)
- Paul Probst, tiratore a segno svizzero (n. 1869 - † 1945)

## Triatleti(1)
- Paul Amey, triatleta britannico (Dunedin, n. 1973)

## Triplisti(1)
- Paul Nioze, ex triplista seychellese (n. 1967)

## Truccatori(1)
- Paul LeBlanc, truccatore canadese (Dieppe, n. 1946 - Dieppe, † 2019)

## Tuffatori(1)
- Paul Günther, tuffatore tedesco (Hannover, n. 1882 - Duisburg, † 1959)

## Veliste(1)
- Paul Foerster, ex velista statunitense (Rangely, n. 1963)

## Velisti(7)
- Paul Cayard, velista statunitense (San Francisco, n. 1959)
- Paul Couture, velista francese
- Paul Elvstrøm, velista danese (Hellerup, n. 1928 - Hellerup, † 2016)
- Paul Goodison, velista britannico (Sheffield, n. 1977)
- Rasmus Myrgren, velista svedese (Lindome, n. 1978)
- Paul Perquer, velista francese (Le Havre, n. 1859 - Barneville-la-Bertran, † 1914)
- Paul Wiesner, velista tedesco (Nowa Sól, n. 1855 - Berlino, † 1930)

## Velocisti(4)
- Paul Brochart, velocista belga (n. 1899 - † 1971)
- Paul Genevay, velocista francese (La Côte-Saint-André, n. 1939 - Bourgoin-Jallieu, † 2022)
- Paul Hänni, velocista svizzero (Tavannes, n. 1914 - Crans-Montana, † 1996)
- Paul Pilgrim, velocista e mezzofondista statunitense (New York, n. 1883 - White Plains, † 1958)

## Vescovi cattolici(25)
- Paul Joseph Bradley, vescovo cattolico statunitense (McKeesport, n. 1945)
- Paul Bruchési, vescovo cattolico canadese (Montréal, n. 1855 - Montréal, † 1939)
- Paul Bùi Chu Tạo, vescovo cattolico vietnamita (Tam Châu, n. 1909 - Hanoi, † 2001)
- Paul Marie Cao Đình Thuyên, vescovo cattolico vietnamita (Tràng Lưu, n. 1927 - Vinh, † 2022)
- Paul II Cheikho, vescovo cattolico e patriarca cattolico iracheno (Alqosh, n. 1906 - Baghdad, † 1989)
- Paul Patrick Chomnycky, vescovo cattolico canadese (Vancouver, n. 1954)
- Paul Donoghue, vescovo cattolico e missionario neozelandese (Te Puke, n. 1949)
- Paul Vincent Dudley, vescovo cattolico statunitense (Northfield, n. 1926 - Saint Paul, † 2006)
- Paul Leopold Haffner, vescovo cattolico tedesco (Horb am Neckar, n. 1829 - Magonza, † 1899)
- Paul Hinder, vescovo cattolico svizzero (Lanterswil, n. 1942)
- Paul Horan, vescovo cattolico e missionario irlandese (Drangan, n. 1962)
- Paul Huỳnh Đông Các, vescovo cattolico vietnamita (Phước Sơn, n. 1923 - Ho Chi Minh, † 2000)
- Paul Wilhelm Keppler, vescovo cattolico tedesco (Schwäbisch Gmünd, n. 1852 - Rottenburg am Neckar, † 1926)
- Paul Alois Lakra, vescovo cattolico indiano (Naditoli, n. 1955 - Ranchi, † 2021)
- Paul Abel Mamba Diatta, vescovo cattolico senegalese (Cabrousse, n. 1960)
- Paul Antony Mullassery, vescovo cattolico indiano (Kaithakody, n. 1960)
- Paul Tịnh Nguyễn Bình Tĩnh, vescovo cattolico vietnamita (Lưu Phương, n. 1930 - Đà Nẵng, † 2023)
- Paul Marie Nguyễn Minh Nhật, vescovo cattolico vietnamita (Thượng Kiệm, n. 1926 - Ho Chi Minh, † 2007)
- Paul Nguyễn Thanh Hoan, vescovo cattolico vietnamita (Diễn Quảng, n. 1932 - Tân Hà, † 2014)
- Paul Nguyễn Thái Hợp, vescovo cattolico vietnamita (Nghi Phong, n. 1945)
- Paul Nguyễn Văn Hòa, vescovo cattolico vietnamita (An Lão, n. 1931 - Nha Trang, † 2017)
- Paul David Sirba, vescovo cattolico statunitense (Minneapolis, n. 1960 - Duluth, † 2019)
- Paul Swarbrick, vescovo cattolico britannico (Garstang, n. 1958)
- Paul Tighe, vescovo cattolico irlandese (Navan, n. 1958)
- Paul Verschuren, vescovo cattolico olandese (Breda, n. 1925 - Helsinki, † 2000)

## Violinisti(3)
- Paul Ehrenberg, violinista e pittore tedesco (Dresda - Hof, † 1949)
- Paul Viardot, violinista e musicologo francese (Vaudoy-en-Brie, n. 1857 - Algeri, † 1941)
- Paul Zukofsky, violinista e insegnante statunitense (Brooklyn, n. 1943 - Hong Kong, † 2017)

## Violisti(1)
- Paul Doktor, violista austriaco (Vienna, n. 1919 - New York, † 1989)

## Violoncellisti(3)
- Paul Buckmaster, violoncellista, compositore e arrangiatore britannico (Londra, n. 1946 - Los Angeles, † 2017)
- Paul Grümmer, violoncellista tedesco (Gera, n. 1879 - † 1965)
- Paul Tortelier, violoncellista e compositore francese (Parigi, n. 1914 - Chaussy, † 1990)

## Wrestler(12)
- Big Show, wrestler e attore statunitense (Aiken, n. 1972)
- Paul Burchill, ex wrestler britannico (Guildford, n. 1979)
- Paul Ellering, ex wrestler e dirigente sportivo statunitense (Melrose, n. 1953)
- Paul Jones, wrestler statunitense (Charlotte, n. 1942 - Atlanta, † 2018)
- Paul London, wrestler statunitense (Austin, n. 1980)
- Paul Neu, wrestler statunitense (Omaha, n. 1966)
- Paul Orndorff, wrestler statunitense (Brandon, n. 1949 - Fayetteville, † 2021)
- Paul Roma, ex wrestler e ex pugile statunitense (Kensington, n. 1960)
- Buddy Rose, wrestler statunitense (Las Vegas, n. 1952 - Vancouver, † 2009)
- Terry Taylor, ex wrestler statunitense (Greenville, n. 1955)
- Paul Vachon, wrestler e politico canadese (Montréal, n. 1937 - Mansonville, † 2024)
- Wheeler Yuta, wrestler statunitense (Myrtle Beach, n. 1996)

## Zoologi(5)
- Paolo Buchner, zoologo tedesco (Norimberga, n. 1886 - Ischia, † 1978)
- Paul Gervais, zoologo e paleontologo francese (Parigi, n. 1816 - † 1879)
- Paul Gourret, zoologo francese (Roquevaire, n. 1859 - † 1903)
- Paul Matschie, zoologo tedesco (Brandeburgo sull'Havel, n. 1861 - Berlino, † 1926)
- Paul Maurice Pallary, zoologo francese (Mers-el-Kébir, n. 1869 - Orano, † 1942)

## Senza attività specificata(12)
- Paul Demiéville, sinologo e orientalista svizzero (Losanna, n. 1894 - Parigi, † 1979)
- Paul Eagler, effettista e direttore della fotografia statunitense (Newman, n. 1890 - Sherman Oaks, † 1961)
- Paul Four, ex pentatleta francese (Katoomba, n. 1956)
- Paul Gustard, allenatore di rugby a 15 e rugbista a 15 inglese (Newcastle upon Tyne, n. 1976)
- Paul Haas, tedesco (Bienne, n. 1873)
- Paul Huntley, parrucchiere e truccatore britannico (Londra, n. 1933 - Londra, † 2021)
- Fratelli Lafranchini, svizzero (n. 1695 - † 1776)
- Paul Lambert, effettista inglese
- Paul Née, carrozziere francese (Orléans)
- Paul von Rusdorf, tedesco († 1441)
- Paul Splingaerd, belga (Bruxelles, n. 1842 - Xi'an, † 1906)
- Paul Gerhard Vogel, tedesco (Lipsia, n. 1915 - † 2014)